# Welfen

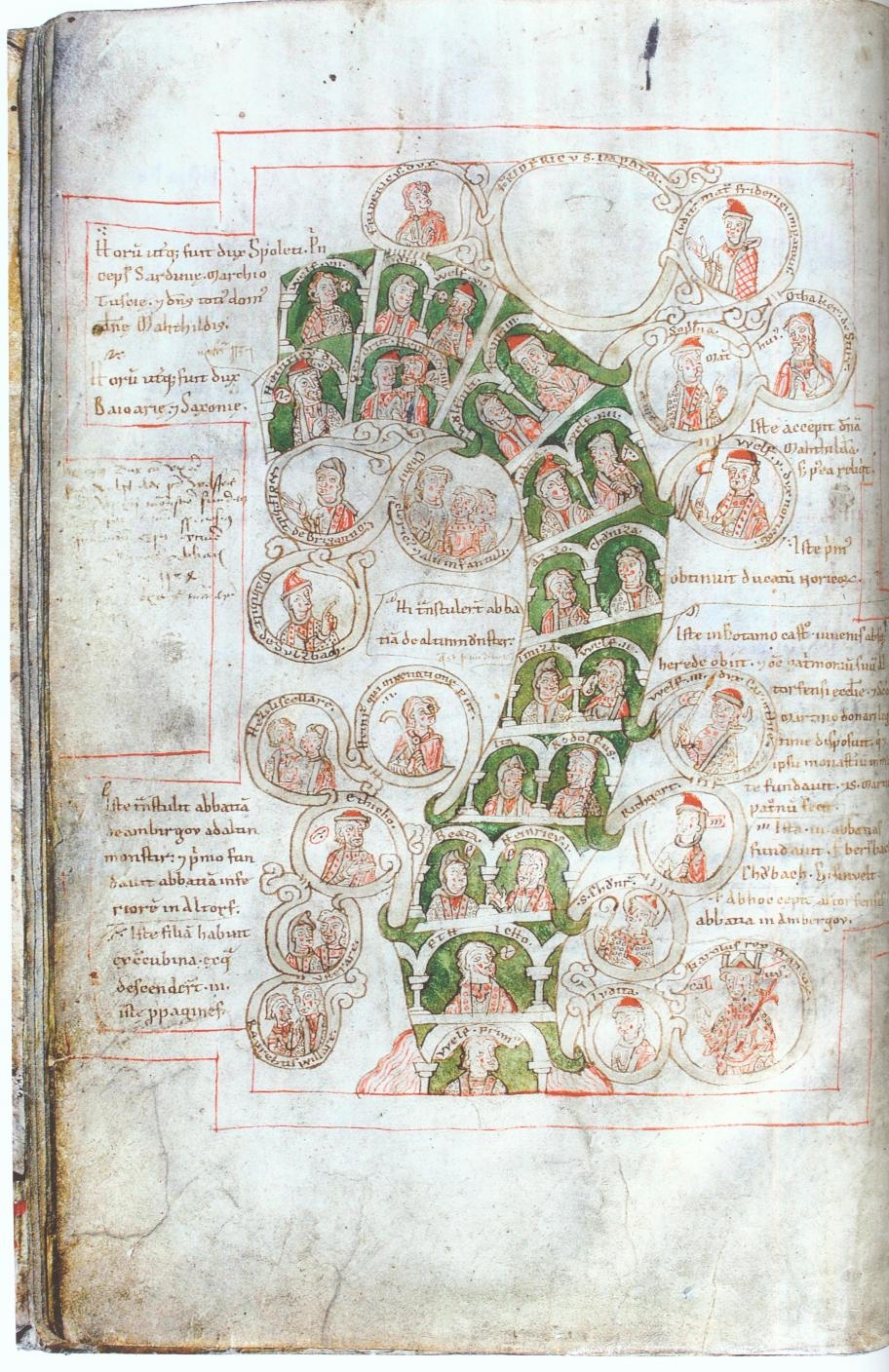
Stammbaum der Welfen. Die älteste erhaltene Darstellung eines mittelalterlichen Adelsgeschlechtes entstand wohl in der alten welfischen Grablege, dem Kloster Weingarten, in den letzten Jahrzehnten des 12. Jahrhunderts. Fulda, Hochschul- und Landesbibliothek, Handschrift D 11, fol. 13v (Kat.- Nr. II.A.20).

Die Welfen sind neben den Kapetingern und den Reginaren das älteste noch existierende Hochadelsgeschlecht Europas. Seit dem 8. Jahrhundert urkundlich nachgewiesen, erreichte die Dynastie einen ersten Machthöhepunkt im Hochmittelalter im Heiligen Römischen Reich, als sie Herzöge von Bayern und Sachsen sowie als Konkurrenten der Staufer einen Kaiser stellte. In der Neuzeit standen die Welfen erneut im Zenit, als sie zu Kurfürsten und Königen von Hannover sowie zu Königen von Großbritannien und Irland aufstiegen. Derzeitiges Oberhaupt der Welfen ist Ernst August von Hannover.

## Überblick
Die ursprünglich fränkische, aus dem Maas-Mosel-Raum stammende Familie war eng mit dem Kaiserhaus der Karolinger verwandt, von dem sie mit einer Grafschaft in Oberschwaben und in einer Seitenlinie im Jahr 888 mit dem Königreich Burgund belehnt wurde. Mit Welf III., Herzog von Kärnten und Markgraf von Verona, starb die Familie 1055 im Mannesstamm aus. Daraufhin heiratete seine Schwester Kunigunde in die oberitalienische Familie d’Este ein, von der die jüngeren Welfen abstammen. Diese stellten – mit Unterbrechungen – von 1070 bis 1180 die Herzöge von Bayern, von 1137 bis 1180 die Herzöge von Sachsen und ab 1235 die Herzöge von Braunschweig-Lüneburg.
1692 erlangte die im Teilfürstentum Calenberg-Göttingen regierende Linie die Kurfürstenwürde von Hannover. Mit Georg I. bestiegen die Welfen 1714 als Erben der Stuarts den britischen Thron, den sie bis 1901 innehatten. Das Kurfürstentum wurde auf dem Wiener Kongress 1814 zum Königreich Hannover erhoben und bis 1837 von den britischen Monarchen in Personalunion regiert. Danach herrschte der nach Deutschland entsandte Sohn des englischen Königs, dessen Nachfolger 1866 nach der Annexion Hannovers durch Preußen ins Exil ging.
Eine ältere Linie regierte im Fürstentum Braunschweig-Wolfenbüttel, das 1814 zum Herzogtum Braunschweig wurde. Nach dem Aussterben dieser Linie 1884 fiel der Braunschweiger Thron an die im österreichischen Exil lebende hannoversche Linie, die ihn aber erst 1913 einnehmen konnte. Ihre Herrschaft endete am 8. November 1918 mit der Abdankung Ernst Augusts, des letzten Welfenherzogs infolge der Novemberrevolution.

## Geschichte
Es wird zwischen den älteren und den jüngeren Welfen unterschieden, bei den älteren zudem zwischen den burgundischen (auch Rudolfinger genannt) und schwäbischen Welfen, deren Stammburg bei Weingarten (Altdorf) im Schussental lag. Der verwandtschaftliche Zusammenhang zwischen diesen beiden Linien ist aufgrund der Namensgleichheit wahrscheinlich, aber nicht gesichert. Woher der Name Welf (italienisch: Guelfi, englisch: Guelph) rührt, ist unbekannt. Erst über 700 Jahre nach der urkundlichen Ersterwähnung des frühmittelalterlichen Geschlechts entstand im Spätmittelalter (nach 1485) zur Erklärung dieses Namens die Welfensage.

### Die älteren Welfen

#### Die fränkisch-burgundischen Welfen
Die burgundischen Welfen stammen nach der weithin akzeptierten Ansicht Josef Fleckensteins aus der fränkischen Herrschaftsschicht und treten urkundlich erstmals im 8. Jahrhundert mit Graf Ruthard († um 790) auf, der als einer der Stammväter der Familie gilt und nach 746 Besitz an Maas und Mosel, also im Kerngebiet der karolingischen Macht, erwarb. Seit der Mitte des 8. Jahrhunderts waren die Welfen auch in Oberschwaben begütert, am bekanntesten davon ist ihr Besitz in Weingarten (damals Altdorf).
Nach der Familienlegende führen die Welfen ihren Stammbaum bis auf Edekon zurück, einen hunnischen oder skythischen Fürsten zur Zeit Attilas um 450 und Vater des Odoaker. Die gesicherte Stammreihe der Familie beginnt jedoch erst mit dem für 819 bezeugten Graf Welf I., nach Fleckensteins Ansicht ein Nachfahre Graf Ruthards. Er gehörte zweifellos zur obersten Führungsschicht im Fränkischen Reich, denn ihm gelang es, seine Machtposition durch die Verheiratung seiner beiden Töchter Judith († 843) und Hemma († 876) mit zwei Karolingern, Kaiser Ludwig dem Frommen († 840), dem Sohn und Nachfolger Karls des Großen, und mit dessen Sohn, König Ludwig dem Deutschen († 876), auszubauen und zu festigen.
Welfs Sohn Konrad der Ältere war einer der engsten Vertrauten seines Schwagers, Kaiser Ludwigs des Frommen, und beteiligte sich an der Vermittlung der Erbteilung zwischen dessen Söhnen. Zunächst baute er sich eine starke Machtposition in Oberschwaben auf, durch Heirat erwarb er auch im Westfrankenreich Besitz und wurde 849 Graf von Paris. 859 wechselte er von der Seite seines Schwagers Ludwigs des Deutschen auf die Seite von dessen Rivalen und Halbbruder Karl dem Kahlen, dem Sohn seiner Schwester Judith, wodurch er sämtliche Ämter und Grafschaften im Ostfrankenreich verlor, aber im Westen durch die Grafschaft Auxerre entschädigt wurde. Er begründete damit die burgundische Linie der Welfen, die im Jahr 888 mit seinem Enkel Rudolf I. den Thron des Königreichs Burgund (Hochburgund) bestieg und 1032 mit Rudolf III. erlosch. Mit Adelheid, der Gemahlin Ottos des Großen, stellte auch diese Linie eine frühe Kaiserin des Heiligen Römischen Reichs. Als Witwe des italienischen Königs Lothar II. rief sie Otto nach Italien und führte ihm durch Eheschließung die Eiserne Krone, die langobardisch-italienische Königskrone, zu. Ihre Wahl des ersten Ottonen bewirkte die Entstehung von Reichsitalien, was eine jahrhundertelange, oft problematische Italienpolitik der römisch-deutschen Herrscher des Mittelalters zur Folge hatte.
Welf II., wahrscheinlich ein weiterer Sohn Konrads, wurde Graf im Linzgau und Alpgau und ist der Stammvater der schwäbischen Welfen, wobei die familiären Zusammenhänge nicht nur zwischen ihm und Konrad, sondern auch zwischen ihm und seinen Nachkommen nicht genau bekannt sind. Erst mit Rudolf I., der 935 bezeugt ist, und seinem Bruder Konrad, der als Heiliger Konrad von Konstanz bekannt ist und die beide Urenkel Welfs II. sein können, setzt gesicherte Information wieder ein.

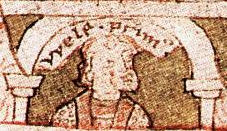
Welf I., ab 819 bezeugt, Schwiegervater zweier Karolinger, Ludwigs des Frommen († 840) und Ludwigs des Deutschen († 876)
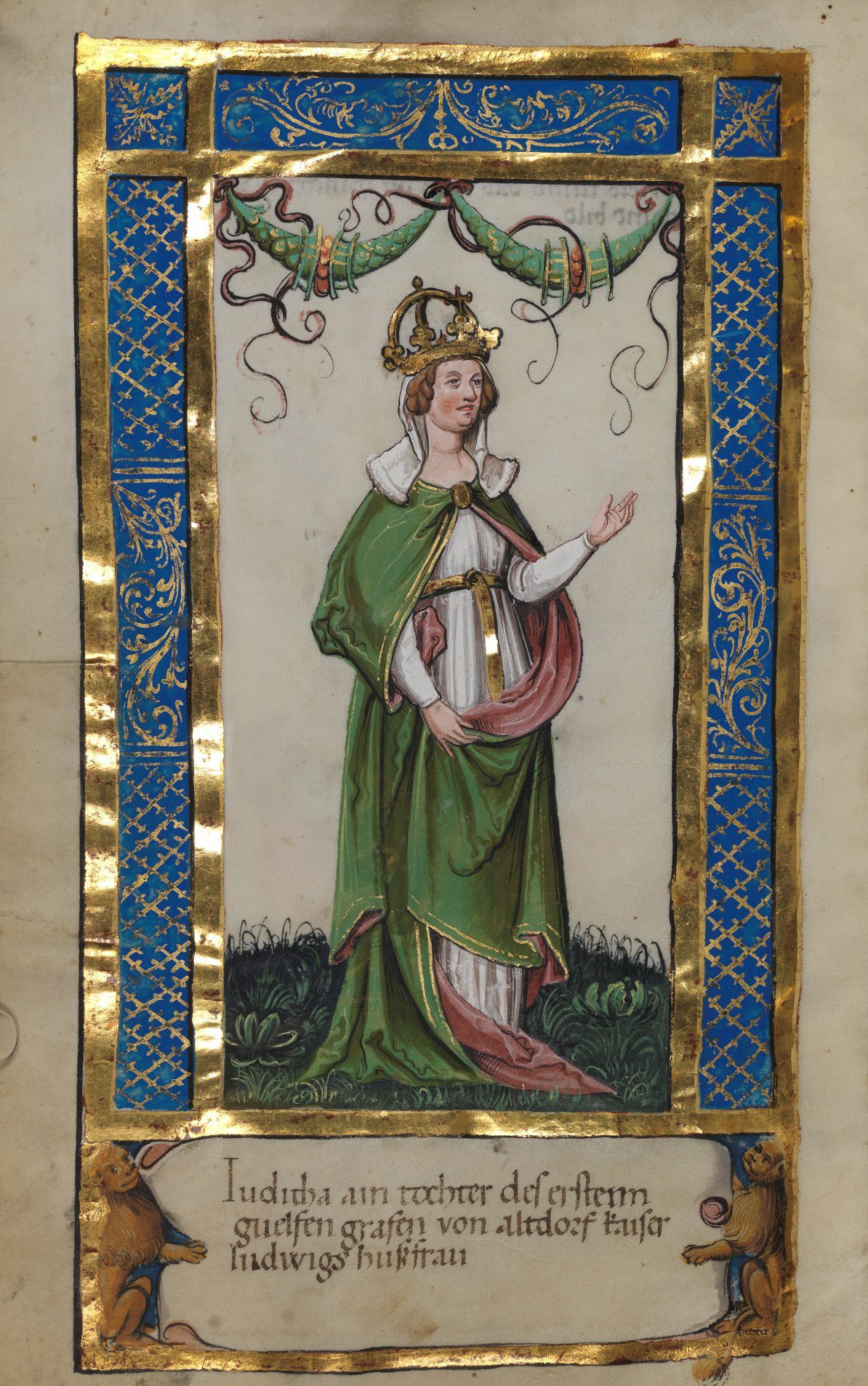
Kaiserin Judith (* um 795; † 843), Tochter Welfs I.
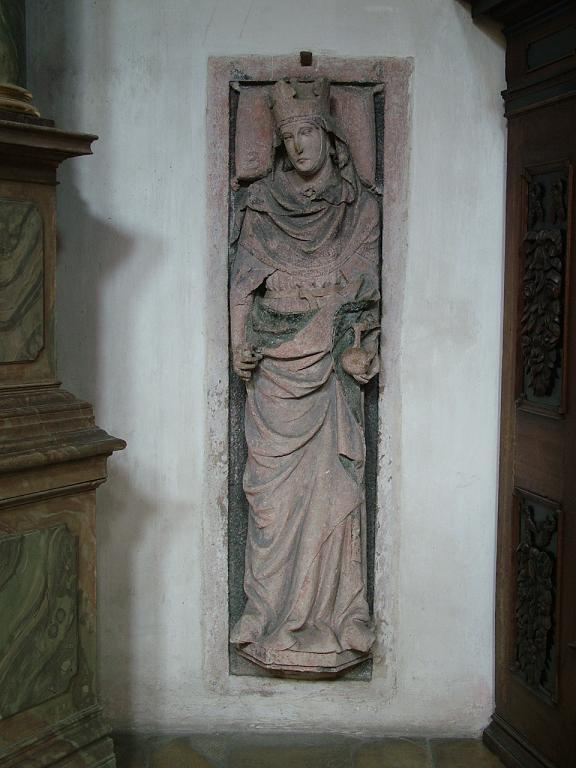
Königin Hemma (* 808; † 876), Tochter Welfs I.
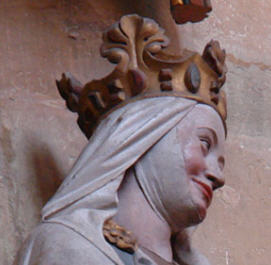
Kaiserin Adelheid (* 931; † 999), Gemahlin Ottos des Großen, Tochter des Welfen Rudolf II., Königs von Burgund

#### Die schwäbischen Welfen
Die schwäbischen Welfen gründeten ihre Macht auf umfangreichen Allodial- und Lehnsbesitz in Schwaben, Rätien und Bayern.
Um die Mitte des 9. Jahrhunderts kam das mittlere Schussental als Grafschaft Schussengau in Besitz des schwäbischen Zweiges der Welfen (laut Josef Fleckenstein ursprünglich Franken aus dem Maas-Mosel-Raum), die bei Altdorf auf dem Martinsberg eine Pfalz errichteten, ihre neue Stammburg. Um 935 gründeten die Welfen in Altdorf ein Frauenkloster, das als Grablege (Familiengrab) ihres Geschlechts bestimmt war, aber bereits 1053 durch einen Brand zerstört wurde. Die Nonnen wurden zunächst auf den Martinsberg umgesiedelt. Welf III., ein Urenkel Rudolfs I., wurde 1047 zum Herzog von Kärnten ernannt, mit ihm erlosch die Familie im Mannesstamm aber auch schon acht Jahre später.
Name und Besitz der Welfen gingen auf den Sohn seiner Schwester Kunigunde oder Kunizza über, die etwa zwanzig Jahre zuvor den italienischen Markgrafen Alberto Azzo II. d’Este geheiratet hatte; er ist der Stammvater der jüngeren Welfen aus dem Hause Este; dieses war ebenso wie die Welfen ursprünglich ein fränkisches Geschlecht aus dem Umkreis Karls des Großen, das er in der Lombardei mit der Verwaltung von Grafschaften betraut hatte.

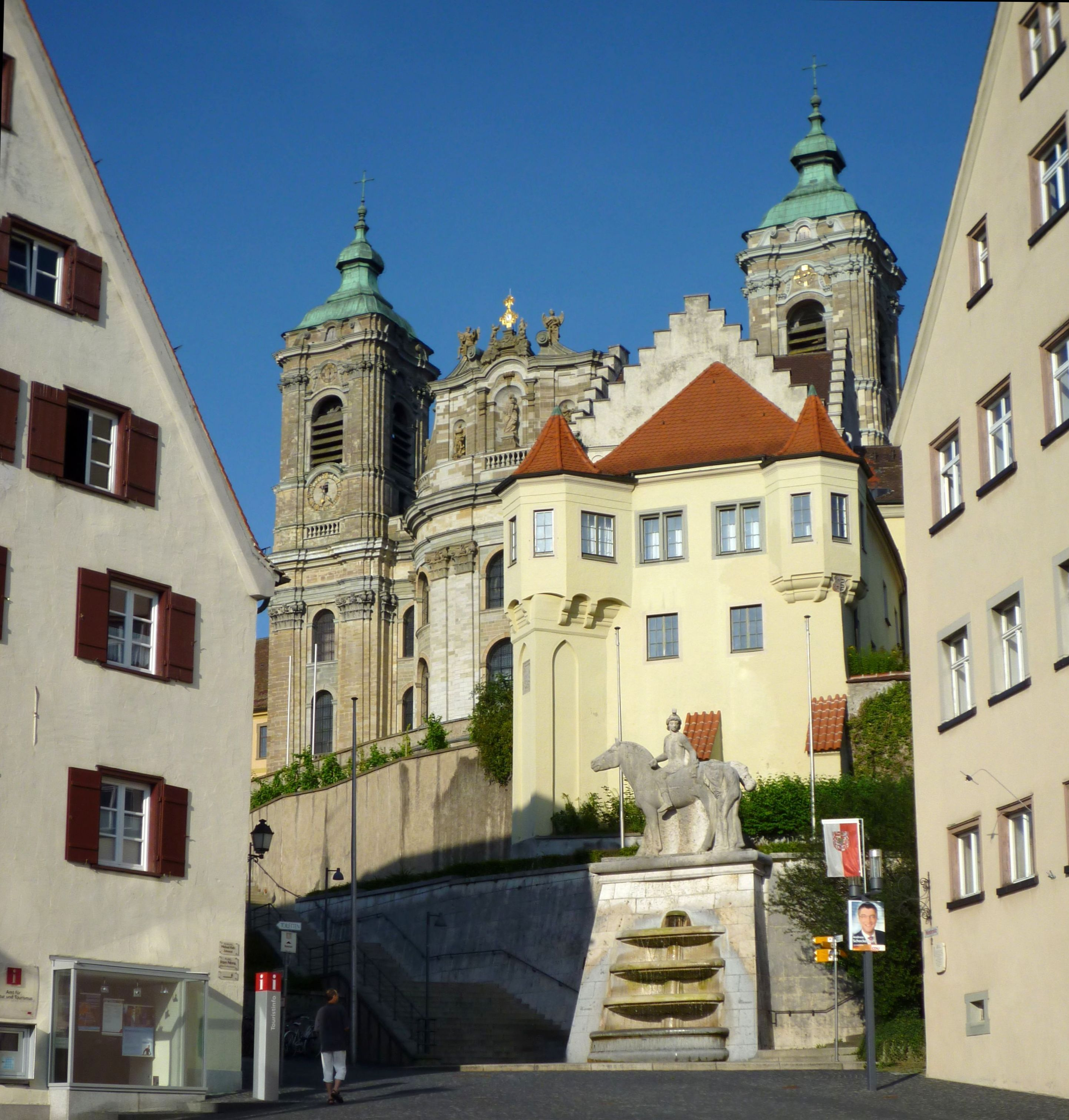
Stammburg und spätere Abtei Weingarten, Grablege und Hauskloster der schwäbischen Welfen
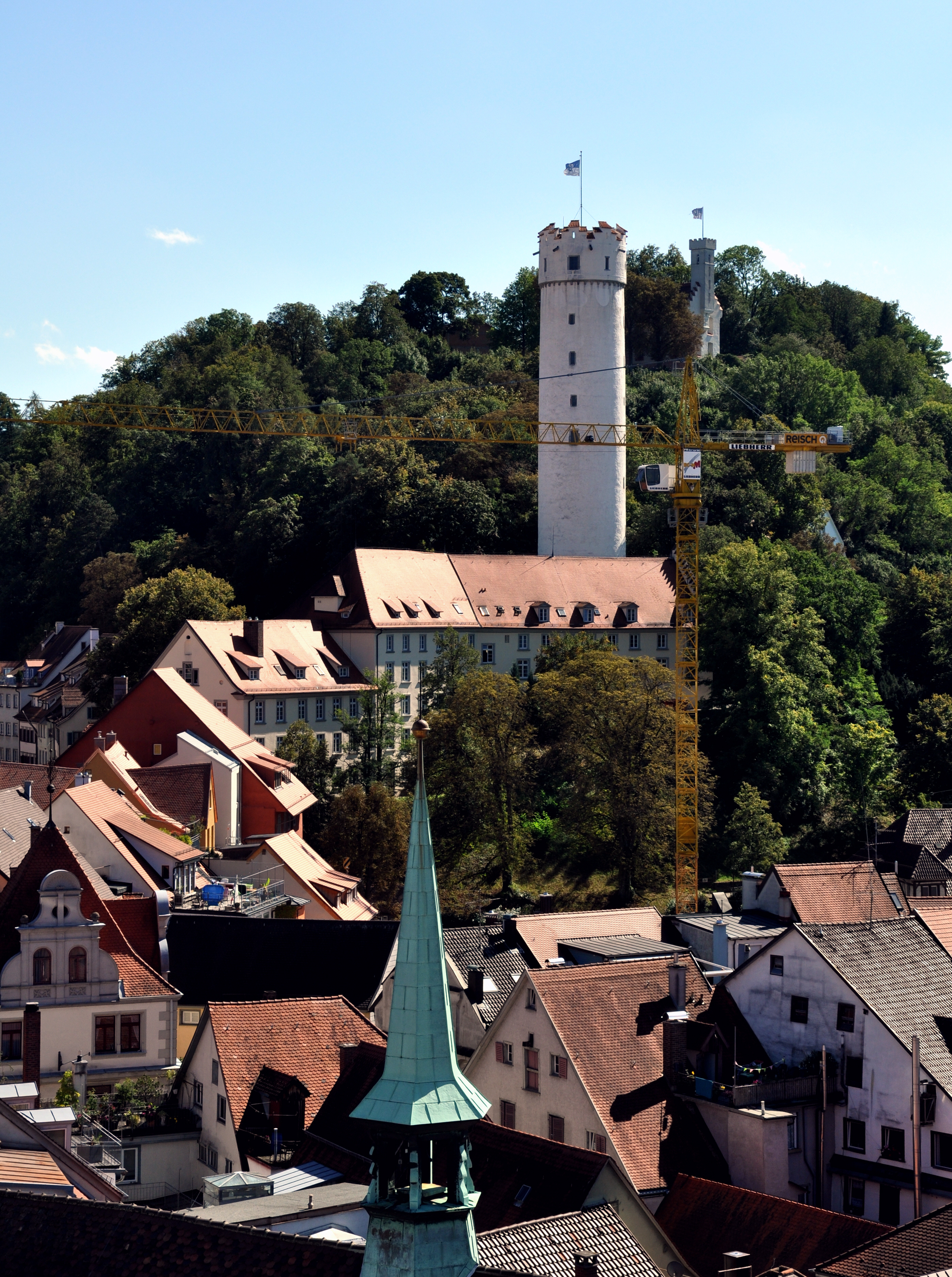
Die Veitsburg in Ravensburg
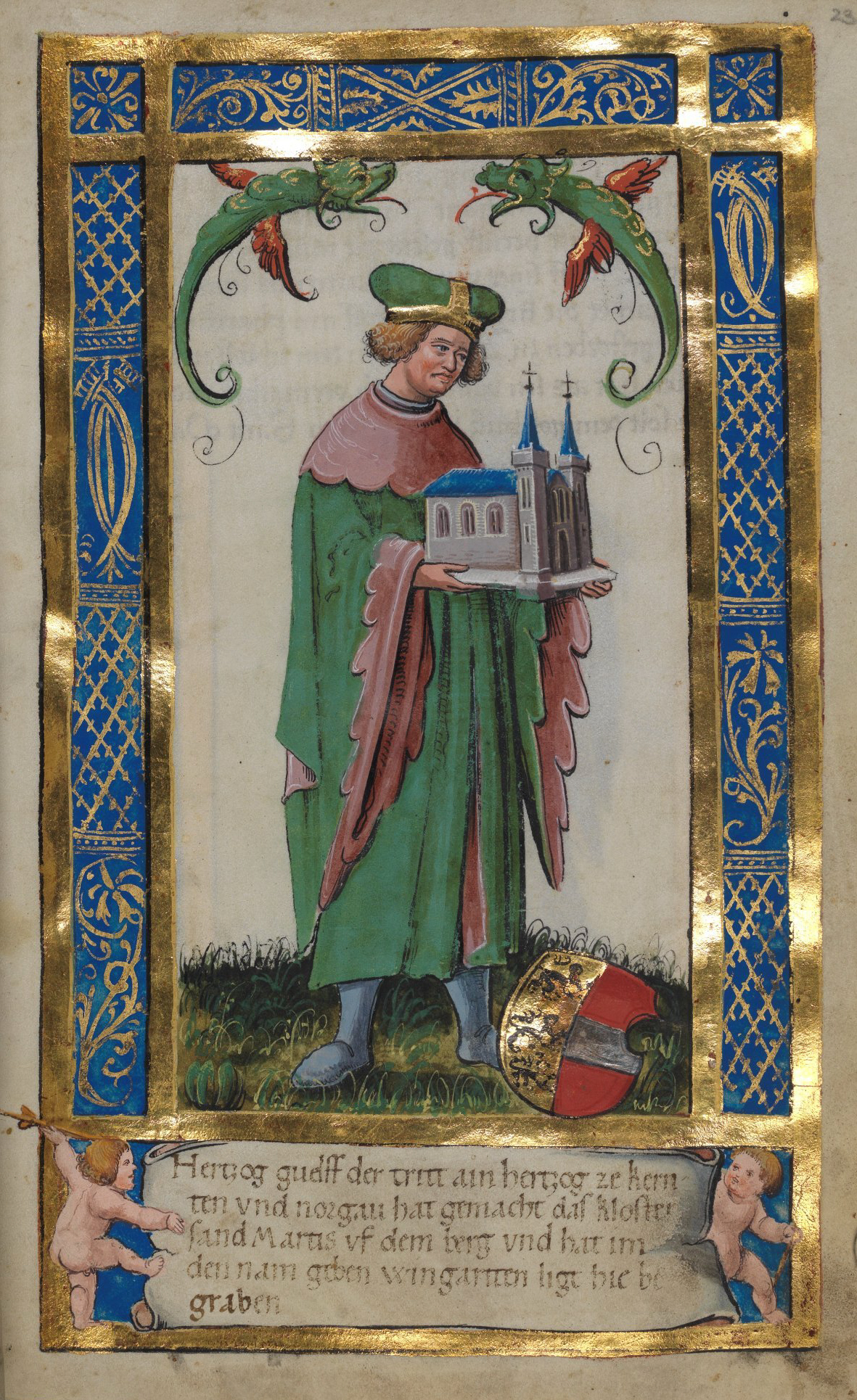
Welf III. († 1055), Herzog von Kärnten und Markgraf von Verona
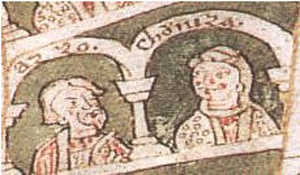
Kunigunde, Schwester Welfs III., die letzte ältere Welfin, und ihr Gemahl Alberto Azzo II. d’Este

### Die jüngeren Welfen (Haus Welf-Este, Herzöge von Bayern und Sachsen, ab 1070)

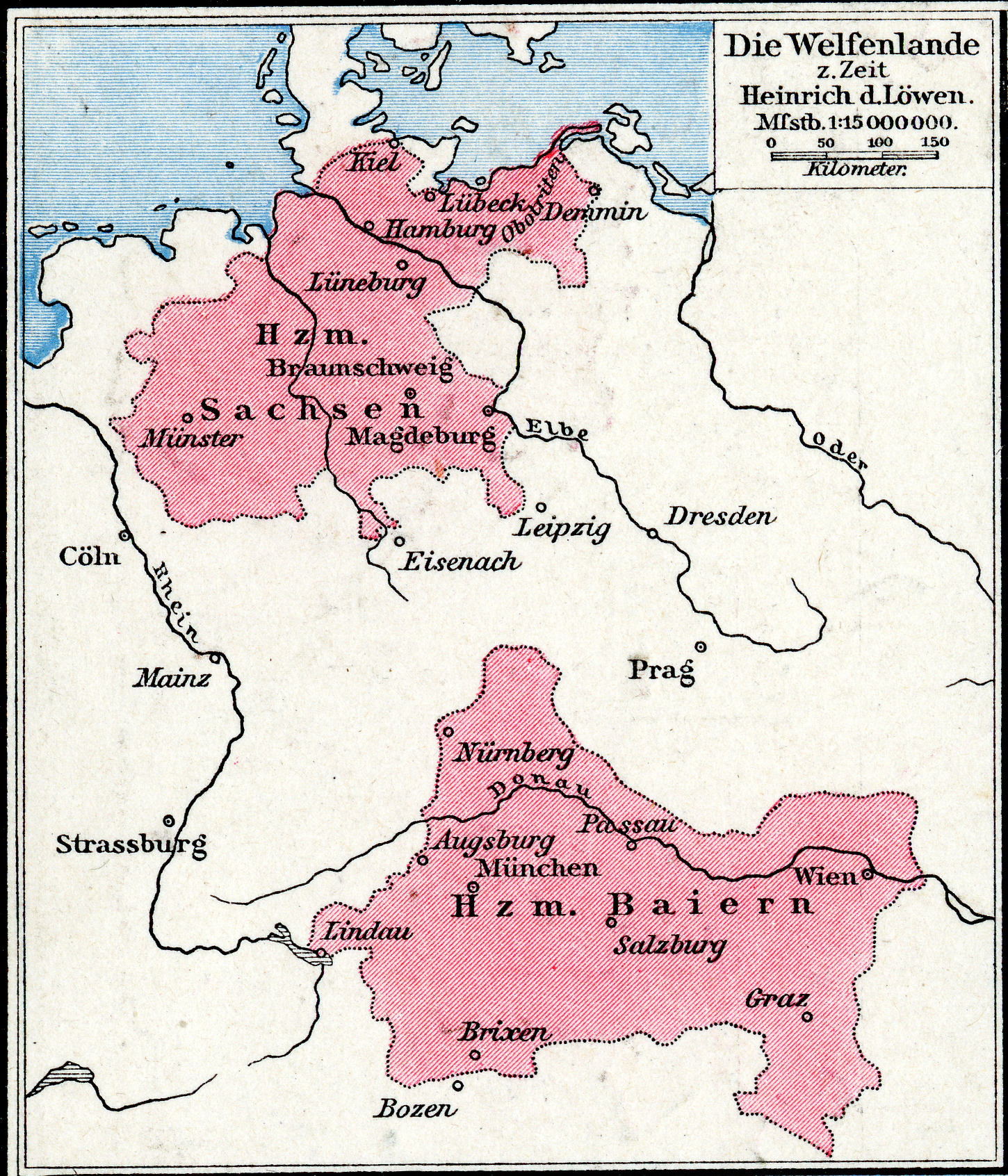
Karte der Herzogtümer Sachsen und Bayern vor 1180

Welf IV., der Sohn Kunigundes und Alberto Azzos, wurde im Jahr 1070 von König Heinrich IV. zum Herzog von Bayern ernannt. 1056 gründete Welf IV. nach der Verlegung der Stammburg bei Altdorf auf die benachbarte Veitsburg bei Ravensburg auf dem Altdorfer Martinsberg ein neues Benediktinerkloster, das mit Mönchen aus Altomünster besiedelt wurde, die heutige Abtei Weingarten; die Altdorfer Nonnen besiedelten im Gegenzug das Kloster Altomünster. 1073 gründete Welf IV. auch das Kloster Rottenbuch als Augustinerchorherrenstift.
Mit Welf IV. und seinen Söhnen Welf V. und Heinrich dem Schwarzen begann die Zeit, in der die Familie im Kaiserreich in der Opposition gegen die Staufer die zentrale Rolle spielte, insbesondere, nachdem Heinrich durch seine Ehe mit der Billungerin Wulfhild, Erbin der Gebiete um Lüneburg, die Machtstellung der Welfen in Sachsen begründete, sowie beider Sohn Heinrich der Stolze durch seine Ehe mit Gertrud von Sachsen, der einzigen Tochter des Kaisers Lothar III., dessen brunonischen Hausbesitz um Braunschweig und gegen Ende seines Lebens zusätzlich den Titel eines Herzogs von Sachsen erwarb. Während die Herzogsämter in Bayern und Sachsen erbliche Fahnlehen des Reiches waren, die als solche auch wieder entzogen werden konnten, waren die ererbten Hausgüter in Schwaben und nunmehr auch in Niedersachsen Allodialbesitz, der das eigentliche Vermögen der Familie bildete.

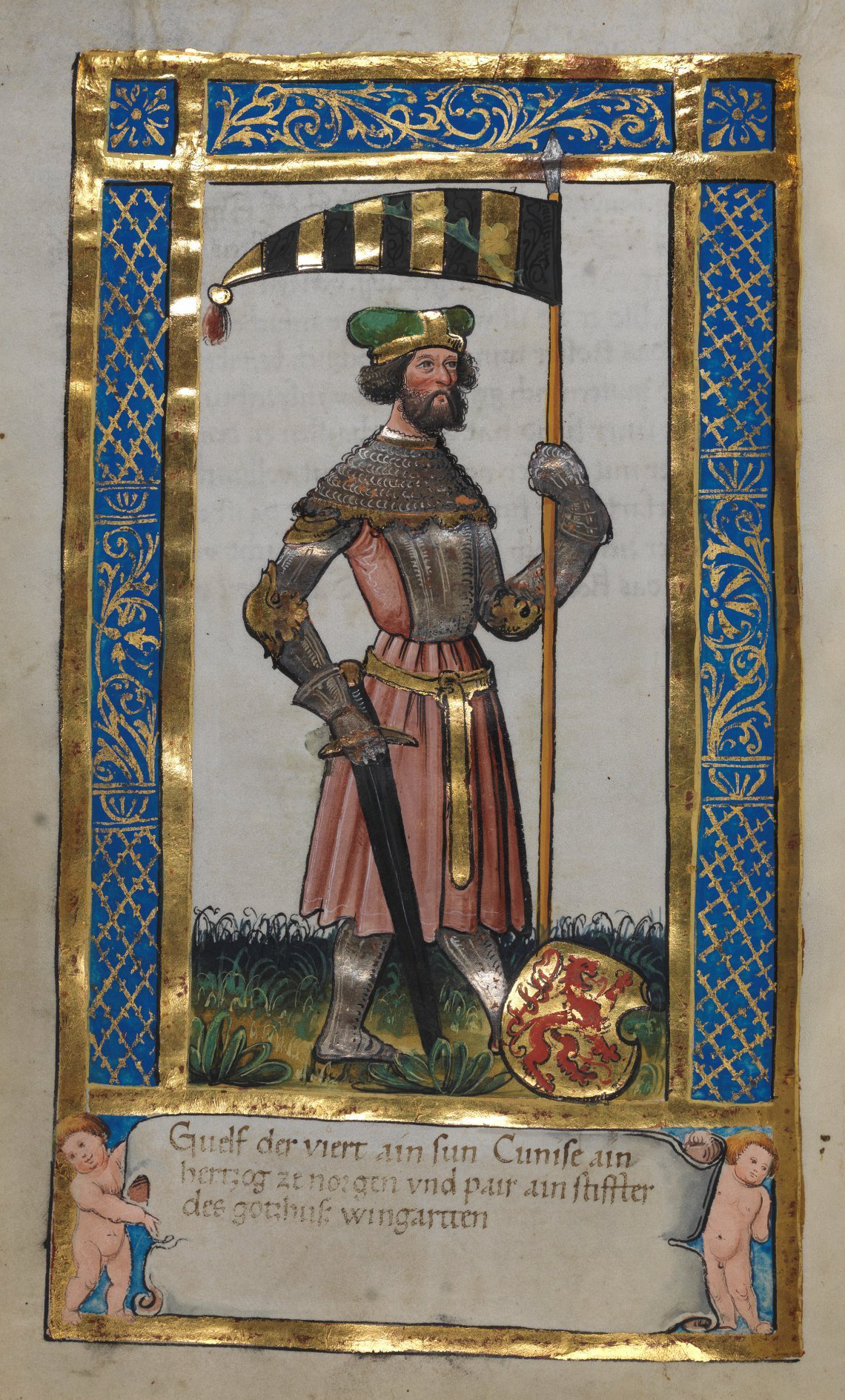
Welf IV., erster welfischer Herzog von Bayern (* um 1035; † 1101)
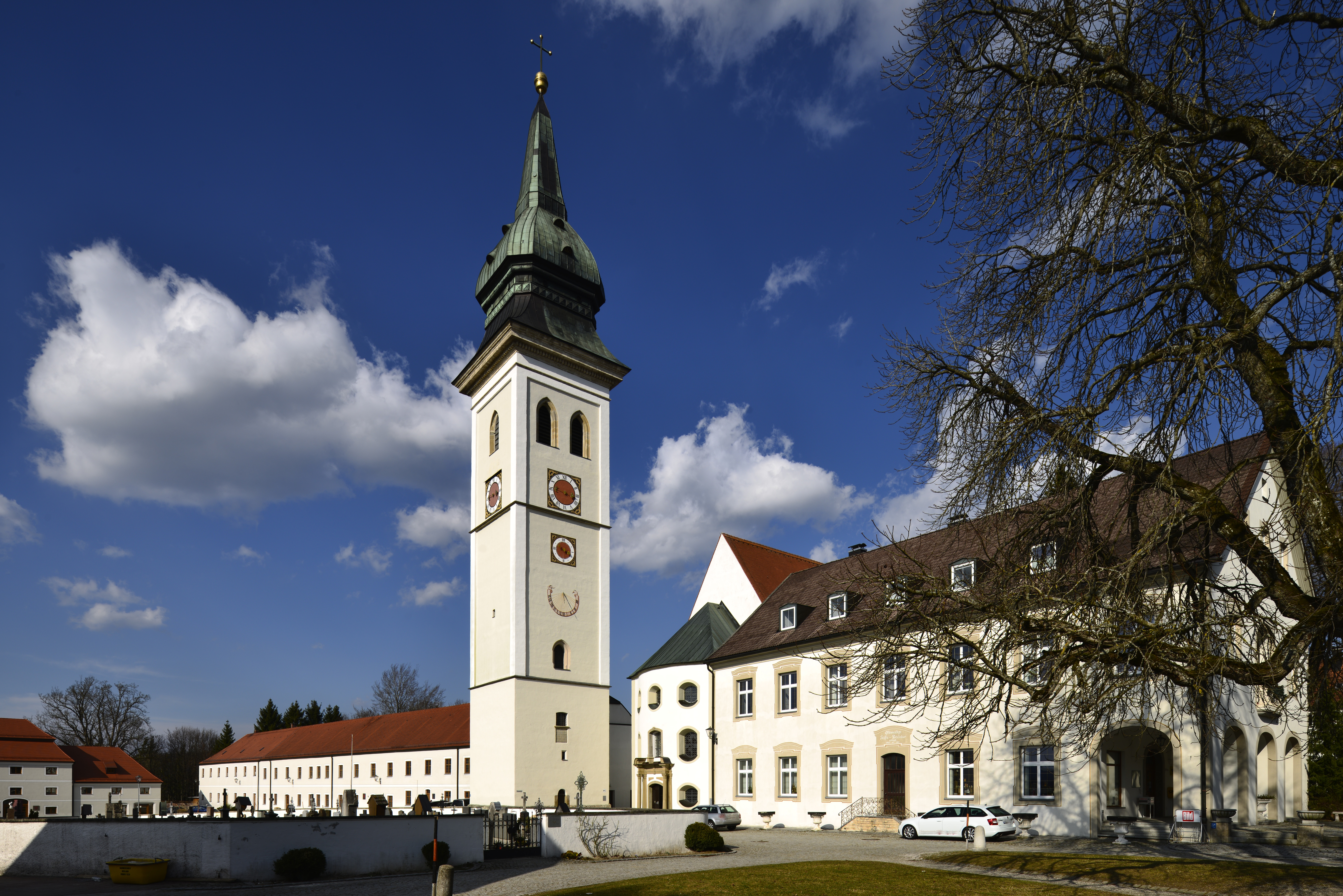
Kloster Rottenbuch, Stiftung (1073) Welfs IV.
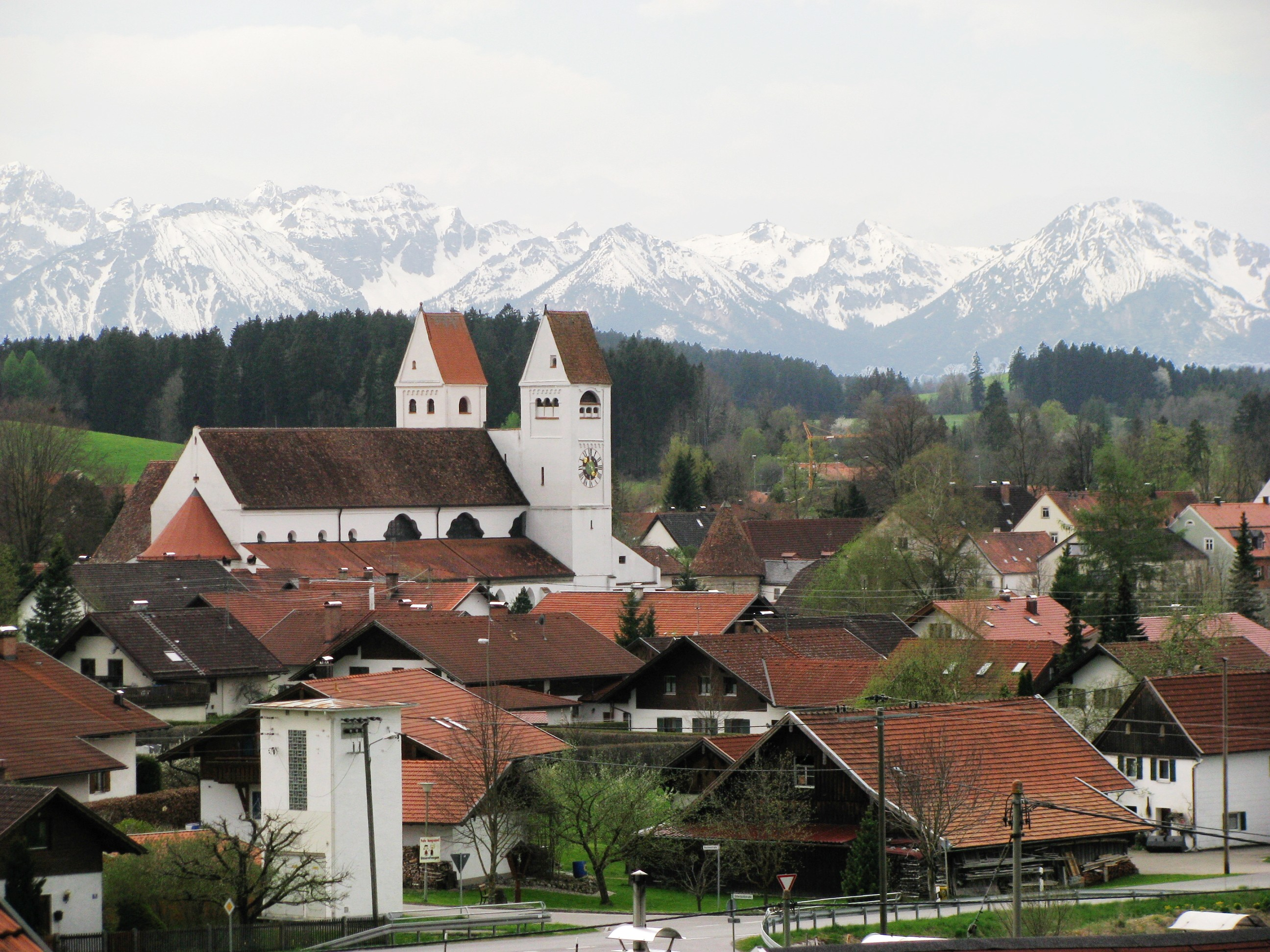
Das welfische Hauskloster Steingaden, gestiftet 1147 von Welf VI., mit dem romanischen Welfenmünster
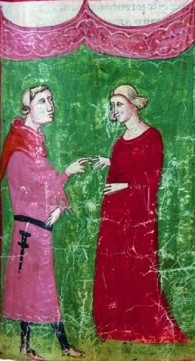
Welf V., Herzog von Bayern (um 1073–1120), mit Mathilde von Tuszien
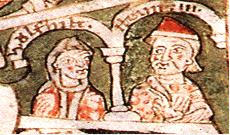
Heinrich der Schwarze, Herzog von Bayern (1075–1126) und Wulfhild, Erbin der Billunger um Lüneburg
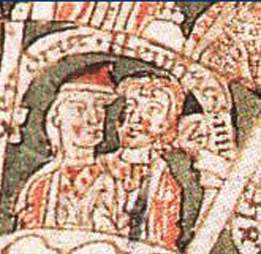
Heinrich der Stolze (um 1102–1139), Herzog von Bayern und Sachsen und Gertrud von Sachsen (1115–1143), Erbin der Brunonen um Braunschweig
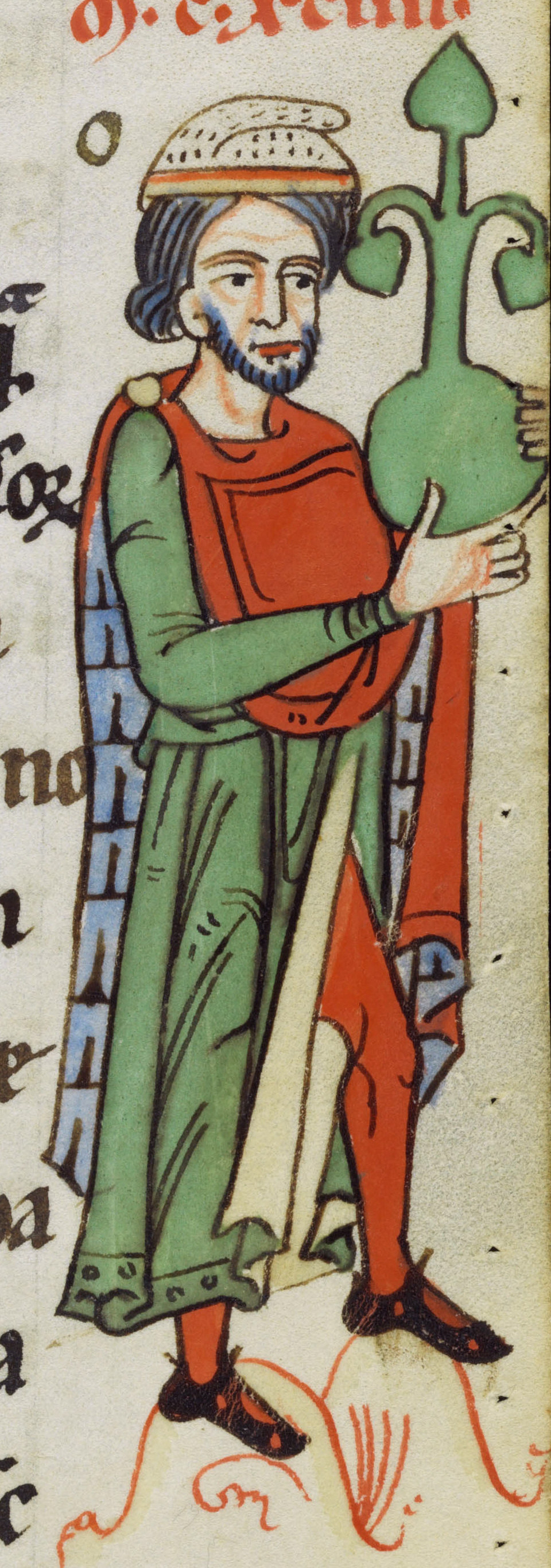
Welf VI. (1115–1191), Markgraf von Tuszien, Bruder Heinrichs des Stolzen
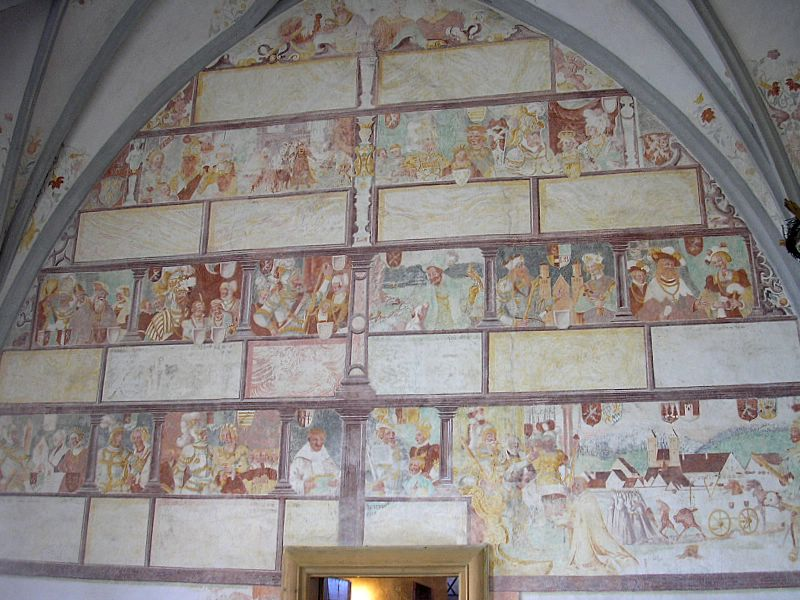
Die spätmittelalterliche „Welfengenealogie“ in Steingaden

Der sich aufgrund der Doppelherrschaft in den beiden größten Herzogtümern des Reiches andeutende Schritt zum römisch-deutschen Königtum gelang den Welfen jedoch vorerst nicht. Anstelle Heinrichs des Stolzen wurde 1138 der Staufer Konrad III. gewählt – Heinrichs Machtfülle und sein Temperament erschienen den anderen Fürsten zu bedrohlich. Als Konrad von Heinrich den Verzicht auf eines seiner beiden Herzogtümer verlangte, kam es zum Streit, der Verhängung der Reichsacht über Heinrich und dem Entzug beider Herzogtümer. Zwar konnte Heinrich Sachsen gegen alle Angriffe bewahren, er starb aber bereits ein Jahr später, noch ehe er das 32. Lebensjahr vollendet hatte.

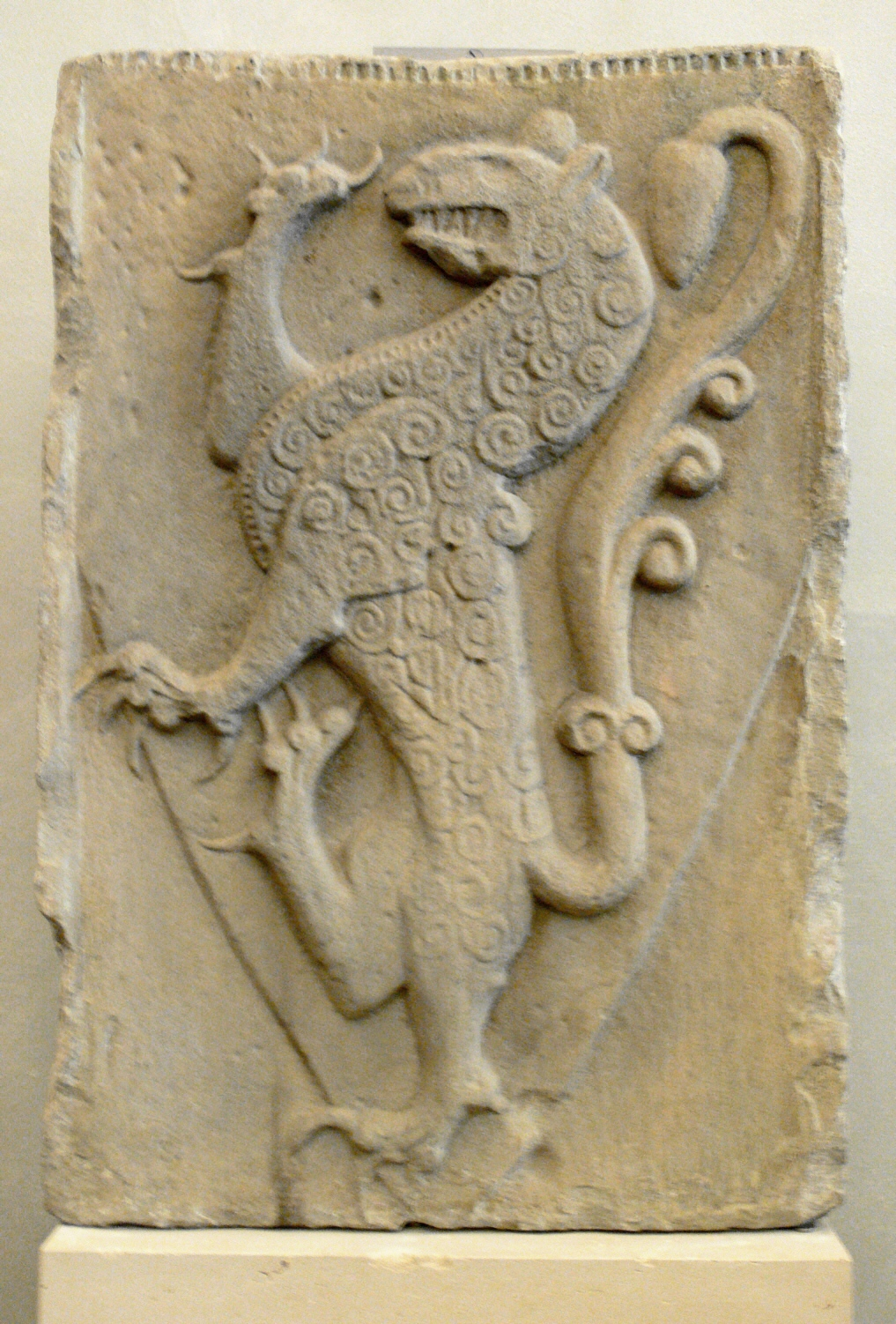
Welfen-Stammwappen vom Grab Welfs VI. und Welfs VII. in St. Johannes Baptist im Kloster Steingaden, ursprünglich als blauer Löwe auf goldenem Grund koloriert (um 1200; heute im Bayerischen Nationalmuseum, München)

Nach dem Tod Heinrichs des Stolzen übernahm zunächst sein Bruder Welf VI. die Führung des Hauses und die Verwaltung der welfischen Stammgüter in Schwaben, da Heinrich der Löwe, der einzige Sohn Heinrichs des Stolzen, noch nicht volljährig war. 1142 gelang es ihm, von Konrad III. die Rückgabe des Herzogtums Sachsen an Heinrich den Löwen zu erreichen. Markgraf Welf VI. gründete 1147 das Prämonstratenserkloster Steingaden als weiteres Hauskloster neben Weingarten und Rottenbuch. Er wurde neben seinem vorverstorbenen Sohn Welf VII. im Steingadener Welfenmünster beigesetzt; zwölf ältere Welfen, die zwischen 990 und 1126 gestorben sind, liegen in der Basilika St. Martin in Weingarten bestattet, darunter Welf II., Welf III., Welf IV., Welf V. und Heinrich der Schwarze.
Schon um 1120 war Judith, die Schwester Heinrichs des Stolzen und Welfs VI., mit Friedrich von Staufen, Herzog von Schwaben, verheiratet worden, um einen Ausgleich zwischen Staufern und Welfen zu bewirken. Aus dieser Ehe ging der spätere Kaiser Friedrich Barbarossa hervor, der 1151 eine Versöhnung zwischen seinem Onkel Konrad III. und seinen welfischen Vettern bewirken konnte. Konrad war 1152 gestorben und Friedrich sein Nachfolger. Im Zuge der Aussöhnung erhielt Heinrich der Löwe 1156 das Herzogtum Bayern zurück. Welf VI. wurde Herzog von Spoleto und damit der mächtigste Mann in Reichsitalien, da er aufgrund seiner Verwandtschaft mit dem Hause Este auch über Sardinien und als Markgraf über Tuscien herrschte. In der Tübinger Fehde (1164–1166) zeigte sich die Abhängigkeit des Kaisers von den Großen des Reiches genauso wie die Komplexität der Herrscher-Beziehungen, die nicht auf den staufisch-welfischen Gegensatz zu reduzieren ist.
Als 1167 der einzige Sohn Welfs VI., Welf VII., an der Malaria starb, verlor der Vater sein Interesse an weiterer Hausmachtpolitik und vermachte seinem Neffen Friedrich I. Barbarossa durch Erbvertrag die alten welfischen Hausgüter in Schwaben, namentlich Ravensburg und Altdorf mit dem Kloster Weingarten, die nun den staufischen Hausgütern zugeschlagen wurden; sein anderer Neffe, Heinrich der Löwe, blieb aber durch seine Herzogsämter in Bayern und Sachsen, durch die billungisch-brunonischen Hausgüter in Niedersachsen und seit 1167 als Schwiegersohn des englischen Königs Heinrich II. dennoch der bei Weitem mächtigste Fürst im Reich und damit Erzrivale seines Vetters, des Staufer-Kaisers.

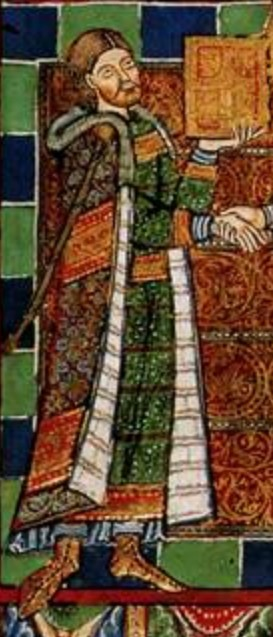
Heinrich der Löwe, Herzog von Bayern und Sachsen (um 1130–1195)
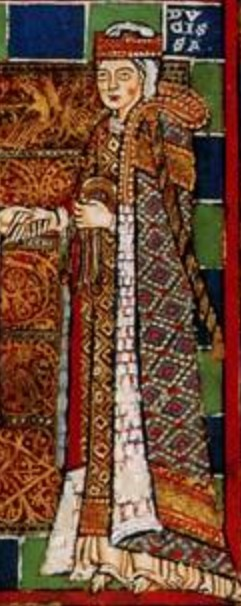
Mathilde von England, Gemahlin Heinrichs des Löwen, Schwester von Richard Löwenherz

In der Folge kam es daher auch zu neuerlichen Konflikten zwischen Barbarossa und dem Löwen, im Verlauf derer Heinrich allerdings den Kürzeren zog. Er verlor nicht nur seine Herzogtümer Bayern und Sachsen (1179 Reichsacht, 1180 Aberkennung der beiden herzoglichen Reichslehen, allerdings behielt er seinen ererbten Privatbesitz um Braunschweig und Lüneburg), sondern er musste auch ins Exil nach England gehen, an den Hof seines Schwiegervaters. Die Macht der Welfen in Deutschland war gebrochen, Sachsen wurde aufgeteilt (die westfälischen Teile wurden herausgelöst und dem Erzbischof von Köln übertragen, das übrige Herzogtum erhielten die Askanier, das Herzogtum Bayern übertrug der Kaiser seinem getreuen Gefolgsmann Otto I. von Wittelsbach, wodurch er die bis 1918 währende Herrschaft der Wittelsbacher begründete).
Nach einer Versöhnung mit dem Kaiser 1194 erhielt Heinrich der Löwe zwar einen Teil seiner Güter und Titel zurück, der Kampf zwischen Staufern (verbündet mit dem französischen Königshaus der Kapetinger und mit Aragon) und Welfen (verbündet mit dem Haus Anjou-Plantagenet) dauerte aber fort und spiegelte sich vor allem in den inneritalienischen Auseinandersetzungen der kaisertreuen und der papsttreuen Partei (den Ghibellinen und Guelfen, wobei erstere sich nach der italienischen Bezeichnung für Waiblingen, einem Stammsitz der Staufer, und Letztere sich nach dem italienischen Wort für Welfen benannten).

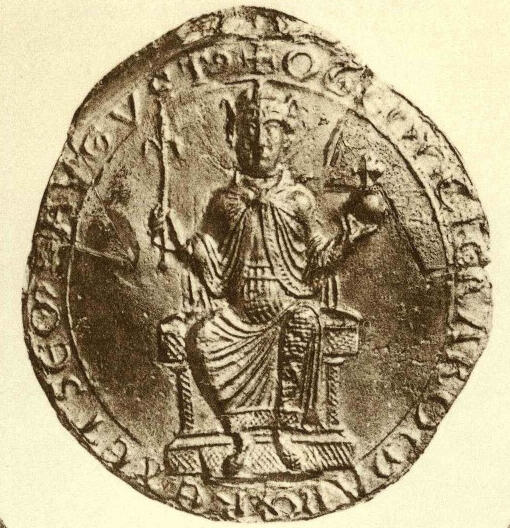
Kaiser Otto IV. (um 1175–1218), Sohn Heinrichs des Löwen und Mathildes
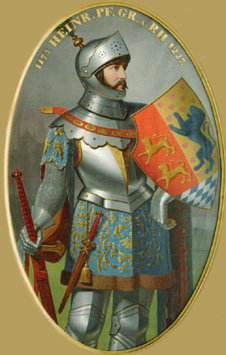
Heinrich V., Pfalzgraf bei Rhein (um 1173–1227), Sohn Heinrichs des Löwen
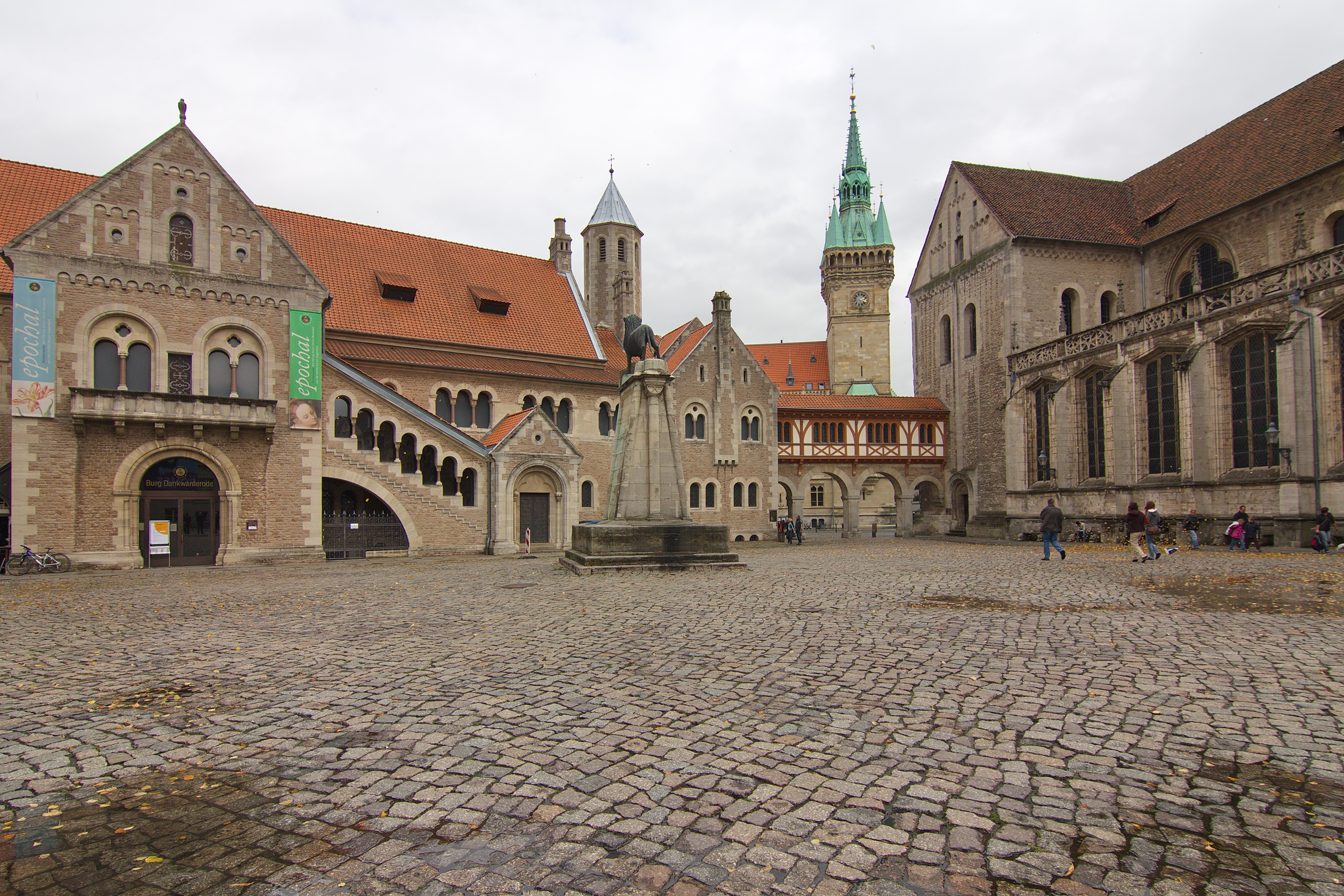
Burg Dankwarderode mit dem Braunschweiger Dom, Residenz Heinrichs des Löwen
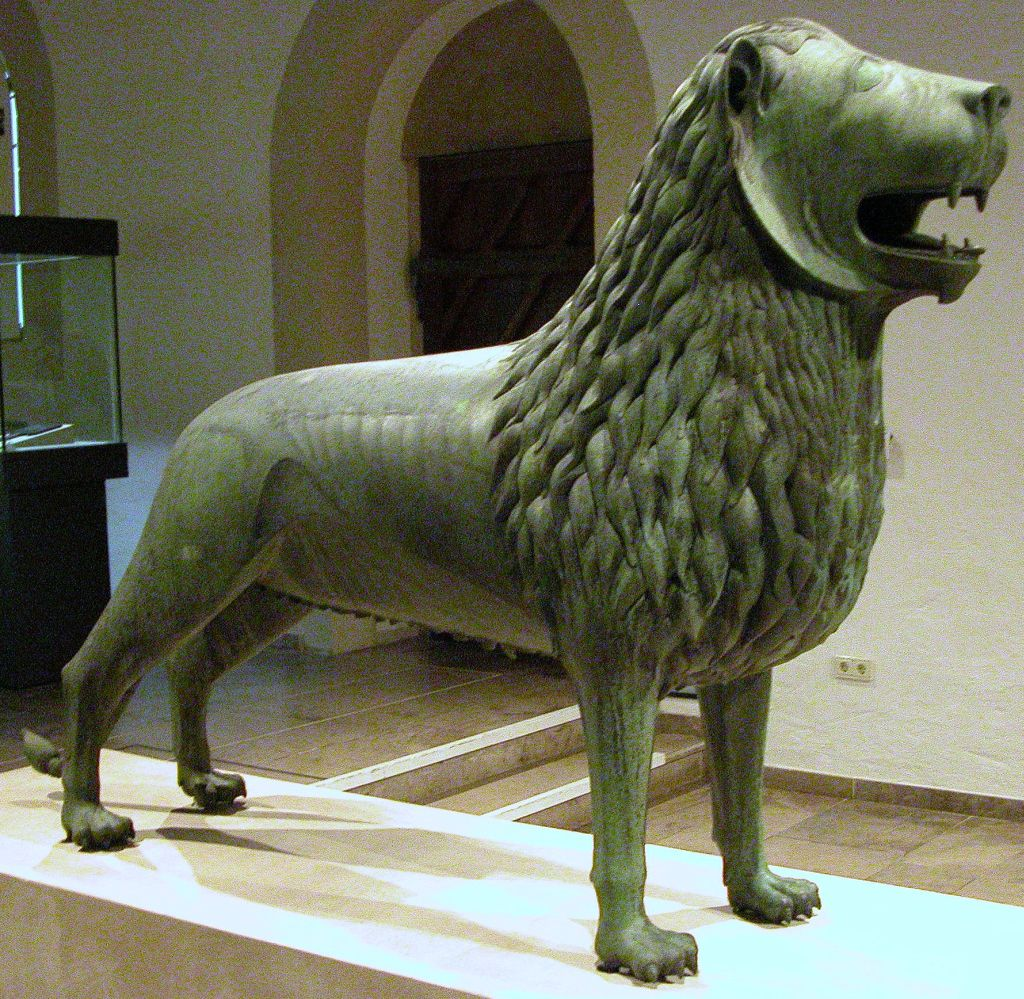
Der Braunschweiger Löwe

#### Deutscher König und Kaiser (staufisch-welfischer Thronstreit 1198–1214/15)
Ein letztes Aufflackern der welfischen Opposition war die Wahl Ottos IV., Sohn Heinrichs des Löwen, 1198 zum Gegenkönig zu Philipp von Schwaben. Nach dessen Ermordung 1208 wurde Otto 1209 durch Papst Innozenz III. zum ersten und einzigen welfischen Kaiser des Heiligen Römischen Reichs gekrönt, schon kurz darauf aber wegen seines Versuchs, Sizilien ins Reich einzugliedern, unter Kirchenbann gestellt. 1214 unterlag Otto in der Schlacht bei Bouvines dem französischen König Philipp II. August, was ihn so schwächte, dass er im Thronstreit mit Friedrich II. von Hohenstaufen, der 1212 zum Gegenkönig gewählt worden war, keine ernsthaften Chancen mehr hatte. Otto IV. starb 1218 auf der Harzburg, Friedrich II. wurde sein Nachfolger. Über Ottos Nichte Agnes, Tochter Heinrichs des Langen, fiel 1214 nach Bayern nun auch die Kurpfalz von den Welfen an die Wittelsbacher, die sie ebenfalls bis 1918 regierten.

#### Herzogtum Braunschweig-Lüneburg (1235–1806)

Wappen des Herzogtums Braunschweig-Lüneburg

Das Herzogtum Braunschweig-Lüneburg entstand aus den Eigengütern der Welfen in Sachsen. Diese hatte Otto das Kind, ein Enkel Heinrichs des Löwen, im Rahmen eines Ausgleichs formell auf Kaiser Friedrich II. übertragen und erhielt sie am 21. August 1235 auf dem Hoftag zu Mainz als Reichslehen zurück. Namensgebend waren die beiden größten Städte des Territoriums, Braunschweig und Lüneburg. Als Gesamtherrschaft bestand das Herzogtum allerdings nur bis zur ersten Teilung im Jahre 1269. Im südlichen Teil des Herzogtums entstand zunächst das Fürstentum Braunschweig mit Besitzungen rund um Braunschweig, Wolfenbüttel, Einbeck und Göttingen. Beide Teilfürstentümer bildeten weiterhin das Herzogtum Braunschweig-Lüneburg, welches reichsrechtlich als ungeteiltes Reichslehen für die Welfenfamilie fortbestand. Im Teilungsvertrag war vereinbart worden, dass beide Linien den Titel „Herzog zu Braunschweig und Lüneburg“ führen sollten.
Außerdem sollten eine Reihe an Besitztümern und Gerechtigkeiten im Besitz des Gesamthauses bleiben, – so unter anderem die Rechte an der Burg Braunschweig. Im Verlauf der folgenden Jahrhunderte wurde es noch mehrmals geteilt. Die so immer wieder entstehenden Teilstaaten erhielten ihre Namen in der Regel nach ihrer jeweiligen Residenz, etwa das Fürstentum Göttingen, das Fürstentum Grubenhagen oder das Fürstentum Calenberg. Die verschiedenen Linien konnten sich bei Aussterben einer Linie gegenseitig beerben. So entstanden im Laufe der Jahrhunderte das alte, mittlere und neue Haus Braunschweig sowie das alte, mittlere und neue Haus Lüneburg. Die Zahl der gleichzeitig regierenden Teildynastien schwankte zwischen zwei und fünf. Die Teilfürstentümer existierten bis zum Ende des Heiligen Römischen Reiches Deutscher Nation im Jahre 1806. Zuletzt regierte die ältere Linie das Fürstentum Braunschweig-Wolfenbüttel und die jüngere das Kurfürstentum Braunschweig-Lüneburg (oder Kurfürstentum Hannover).

#### Hochstift Osnabrück (1648–1802)
Im Vorfeld des Westfälischen Friedens hatte das Welfenhaus Ansprüche auf mehrere Hochstifte in Nordwestdeutschland erhoben. In Ratzeburg, Bremen, Magdeburg und Halberstadt besaßen die Welfenherzöge die Anwartschaft auf die Herrschaft. Letztlich konnte sich das Haus Braunschweig-Lüneburg nicht gegen die beiden mächtigeren Konkurrenten Schweden und Brandenburg durchsetzen, die die Stifte in Besitz nahmen. Die Welfen mussten sich am Ende mit der temporären Herrschaft über das Hochstift Osnabrück abfinden. 1648 wurde festgelegt, dass sich ein katholischer und ein lutherischer Bischof in der Herrschaft über das Hochstift abwechseln sollten. Während das Osnabrücker Domkapitel bei der Wahl eines katholischen Bischofs weiterhin Wahlfreiheit genossen, waren sie bei der Wahl des lutherischen Landesherrn angehalten, sich für einen Angehörigen des hannoversch-calenbergischen Linie des Hauses Braunschweig-Lüneburg zu entscheiden. Faktisch wurde stets ein jüngerer Sohn des regierenden Herzogs gewählt. Zunächst übernahm der 1633 von den Schweden vertriebene katholische Bischof Franz Wilhelm von Wartenberg wieder die Herrschaft. Nach seinem Tod wurde 1662 Ernst August erster Welfe auf dem Bischofsstuhl, der später auch regierender Herzog und erster Kurfürst seiner Stammlande wurde. Später bekleideten auch die jüngeren Welfenherzöge Ernst August II. (reg. 1716–1728) und Friedrich August (reg. 1764–1802) das Amt des Fürstbischofs. Letzterer legte am 29. Oktober 1802 im Zuge der Säkularisation seine Herrschaft über Osnabrück nieder. Sechs Tage später wurde das einstige Hochstift als erbliches Fürstentum in das Kurfürstentum Hannover Georgs III., des Vaters des letzten Fürstbischofs, einverleibt. Der Reichsdeputationshauptschluss 1803 und der Wiener Kongress 1815 bestätigten diese Entwicklung.

#### Herzogtum Braunschweig (1814–1918)

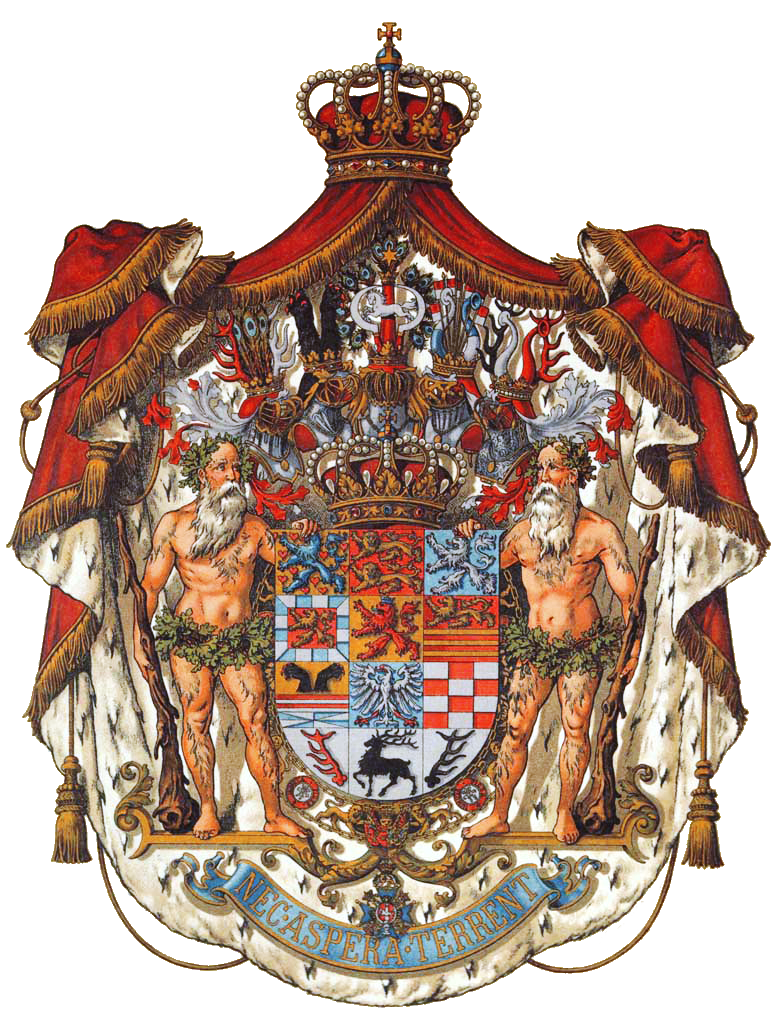
Wappen des Herzogtums Braunschweig ab 1814

Nach dem Wiener Kongress entstand für die ältere Linie das noch bis 1918 bestehende Herzogtum Braunschweig. Es war identisch mit dem Territorium des welfischen Fürstentums Braunschweig-Wolfenbüttel und des Fürstentums Blankenburg, die während der französischen Besatzungszeit von 1807 bis 1813 dem Königreich Westphalen einverleibt worden waren. Es bestand aus mehreren, nicht zusammenhängenden Teilen: das Gebiet zwischen Aller und Harz mit Braunschweig, das Gebiet zwischen Harz und Weser mit Holzminden, Blankenburg am Harz mit seiner Umgebung, das Amt Calvörde (eingeschlossen von der Provinz Sachsen), das Amt Thedinghausen zwischen Bremen und Verden und weiteren Exklaven. Das Neue Haus Braunschweig, das in dem kleinen Herzogtum regierte, war neben der hannoverschen die ältere Linie der Welfen. Sie starb 1884 mit dem erbenlosen Herzog Wilhelm aus.
Das Herzogtum Braunschweig wäre 1884 nach dem Tod Wilhelms an den im österreichischen Exil lebenden Chef der jüngeren Welfenlinie, den Kronprinzen von Hannover Ernst August, Herzog von Cumberland (1845–1923), gefallen. Auf Betreiben Bismarcks lehnte der Bundesrat die beanspruchte Regentschaft ab. Von 1884 bis 1913 hatten Prinzen aus Preußen und Mecklenburg die Regentschaft inne. Erst durch die Heirat seines Sohnes Prinz Ernst August (1887–1953) mit Prinzessin Viktoria Louise, der einzigen Tochter des letzten deutschen Kaisers Wilhelm II., erfolgte die erneute Inbesitznahme des Herzogtums Braunschweig durch die Welfen. Als letzter welfischer Herzog regierte Ernst August aus der hannoverschen Linie das Land Braunschweig von 1913 bis 1918. Nach der Novemberrevolution in Braunschweig von 1918 wandelte es sich in den Freistaat Braunschweig um.

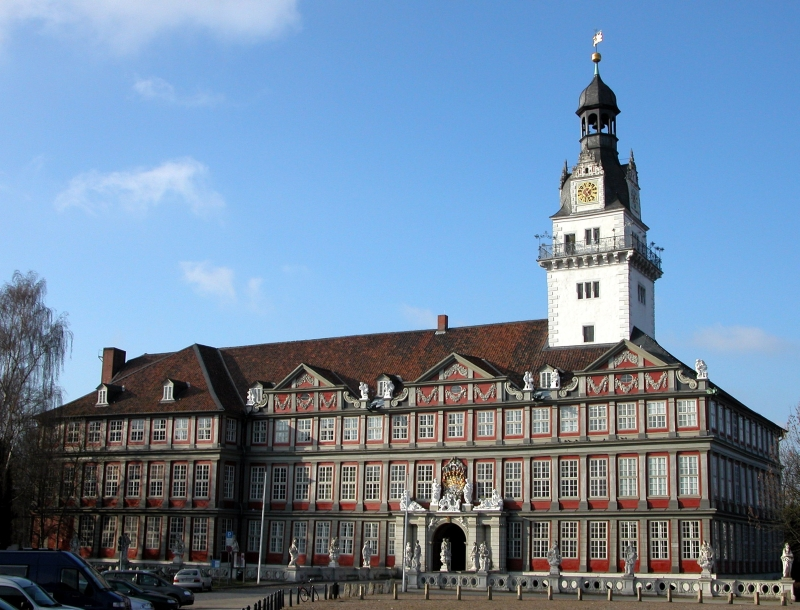
Schloss Wolfenbüttel, 1074 erstmals bezeugt
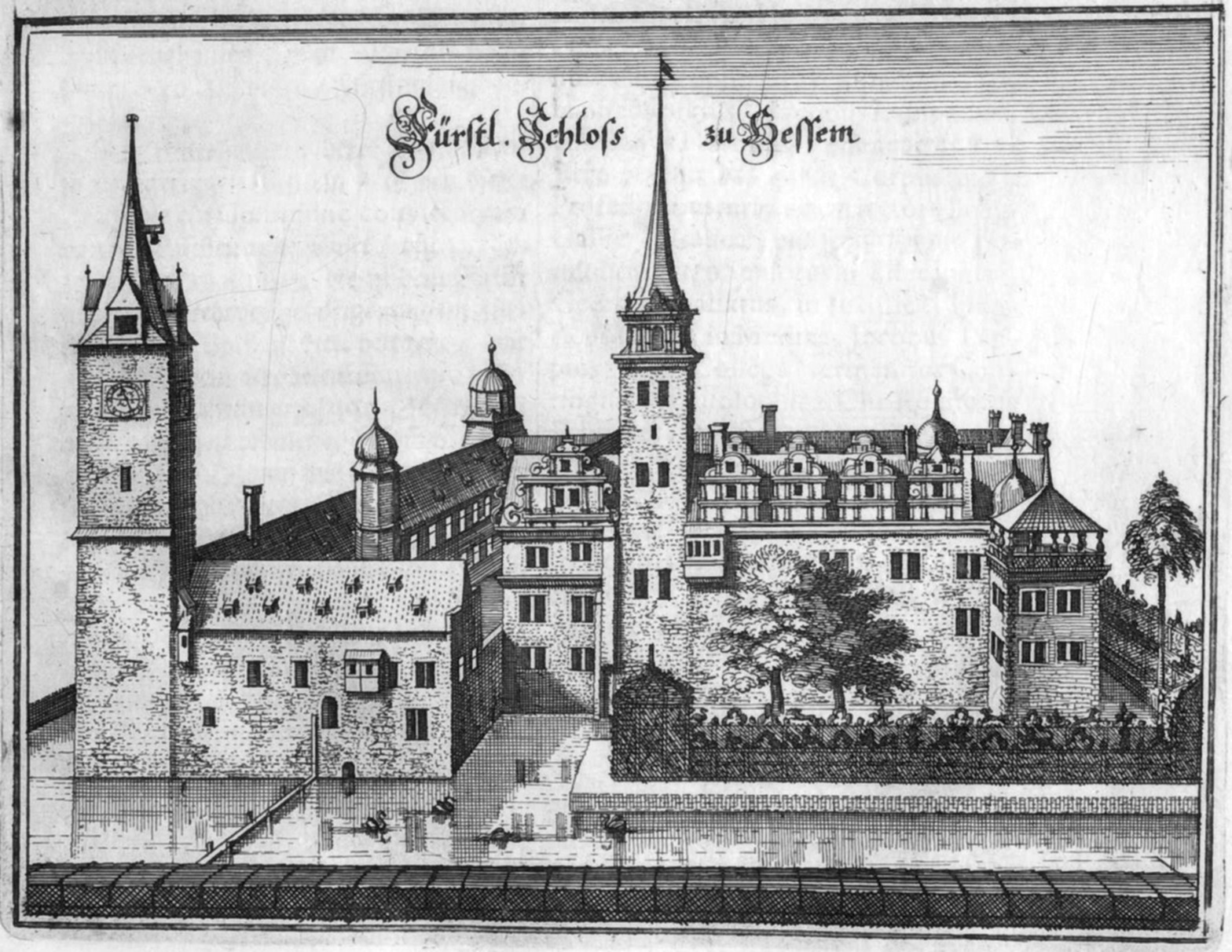
Schloss Hessen, ursprünglich eine mittelalterliche Wasserburg
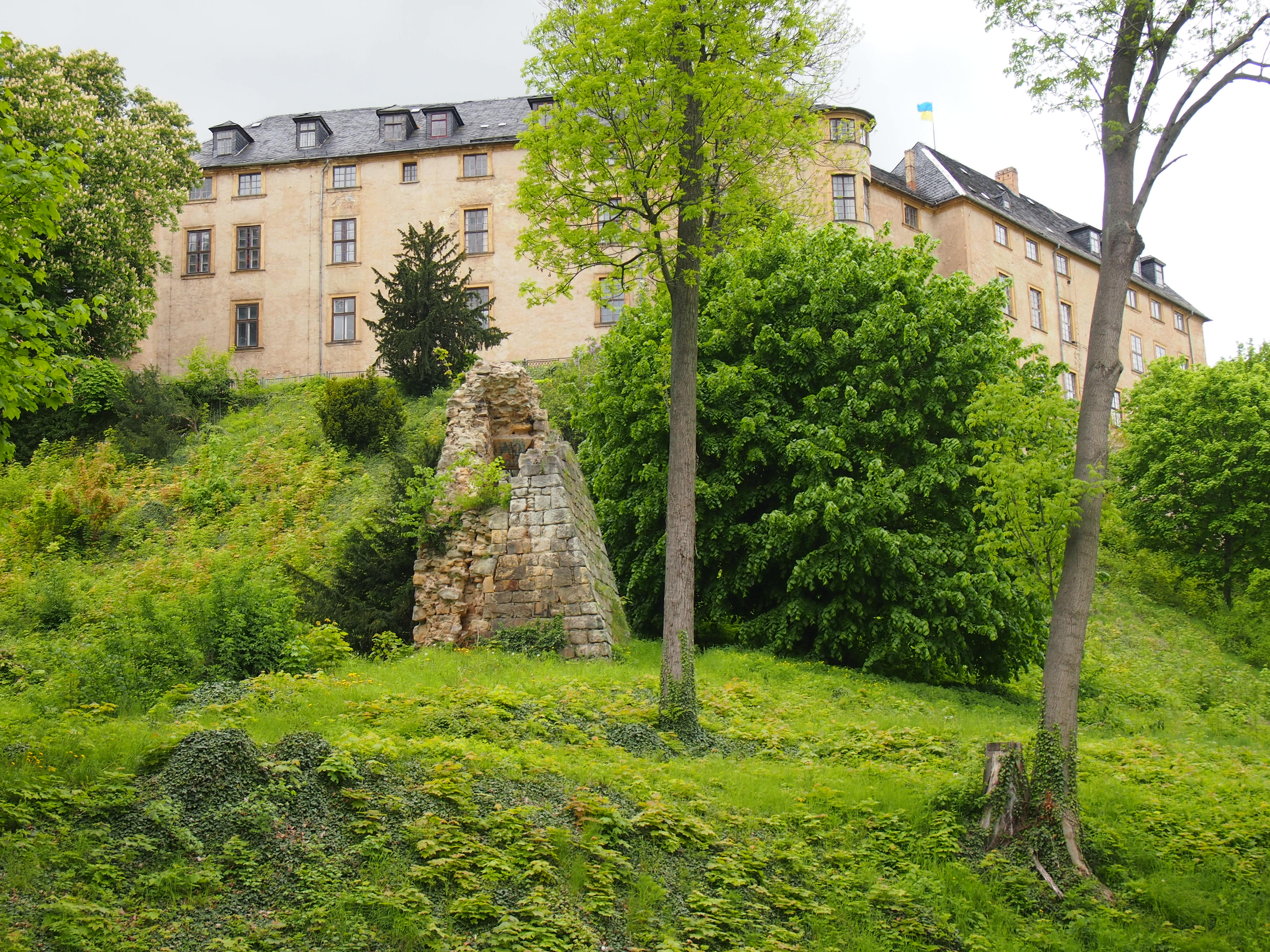
Schloss Blankenburg, entstanden um 1123
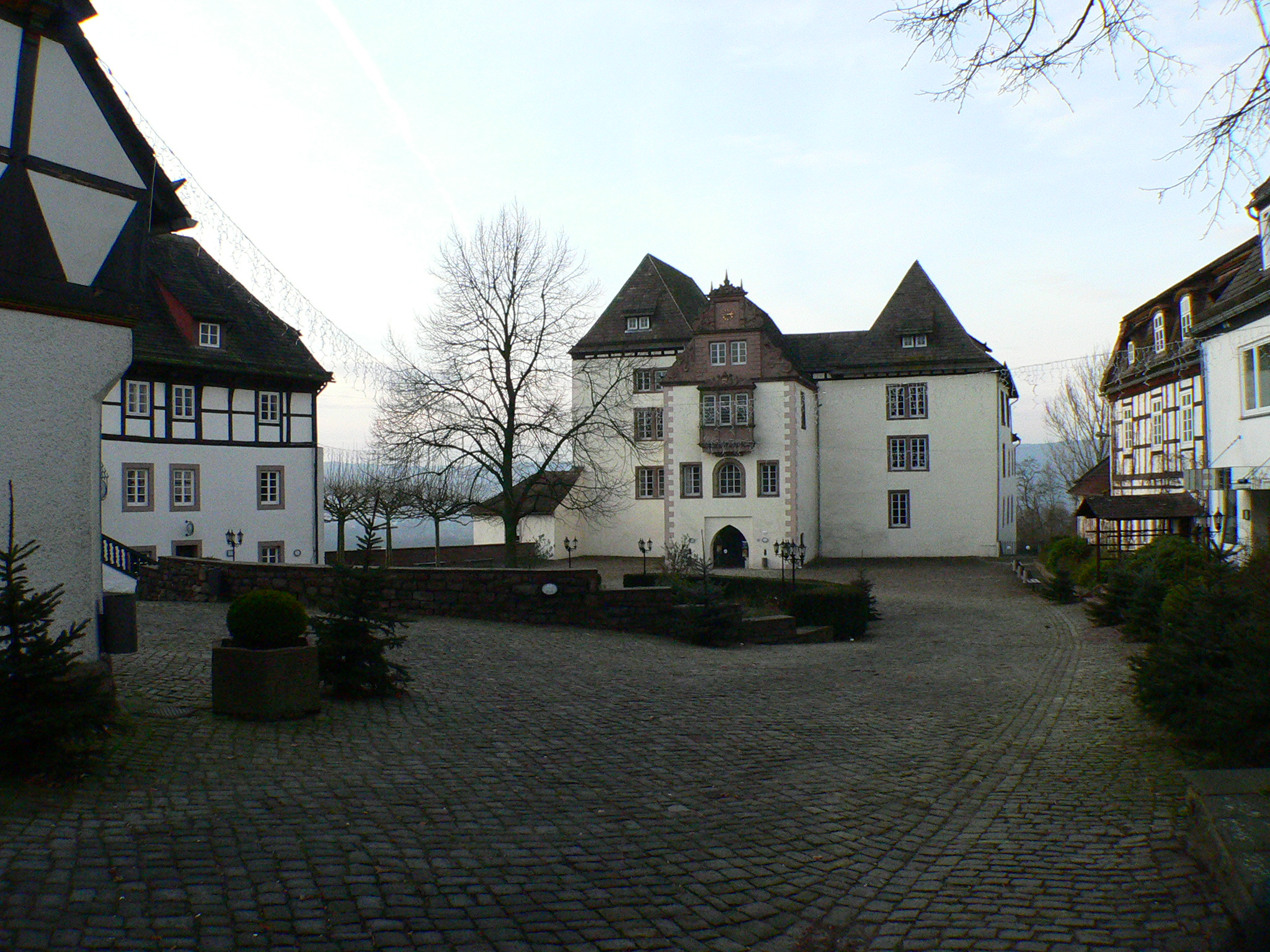
Schloss Fürstenberg an der Weser, um 1300 belegt
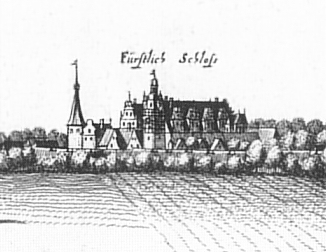
Schloss Schöningen, 1350 als Jagdschloss errichtet
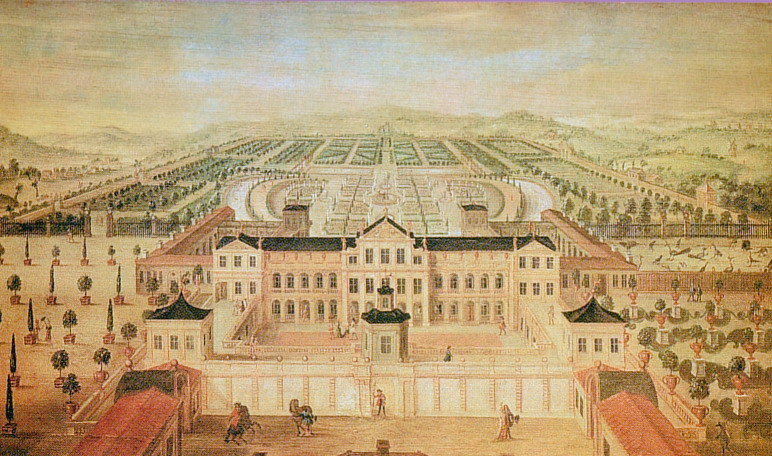
Schloss Salzdahlum, 1694 eingeweiht
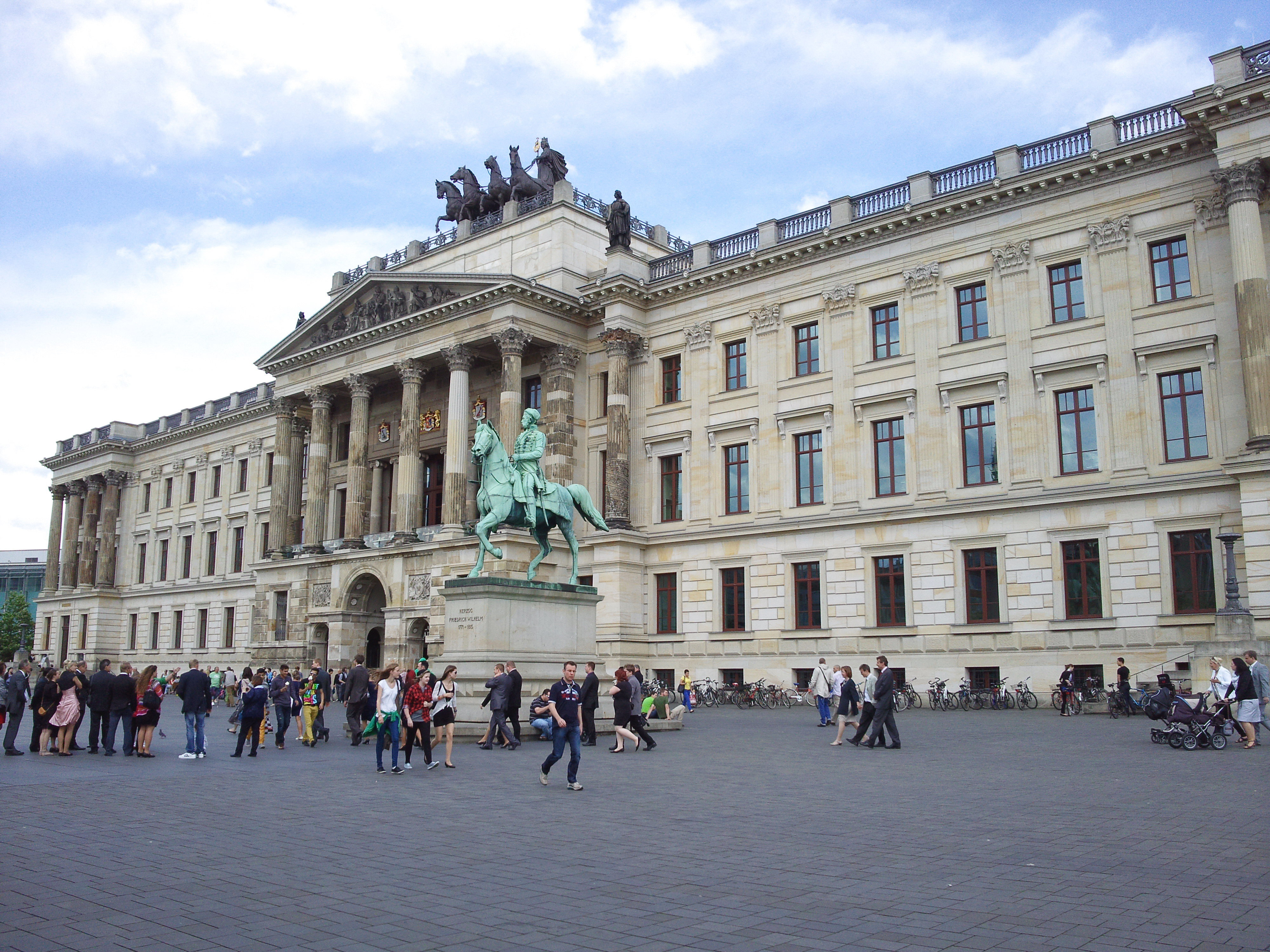
Das neuerrichtete Braunschweiger Schloss (2007; erster Bau von 1717)
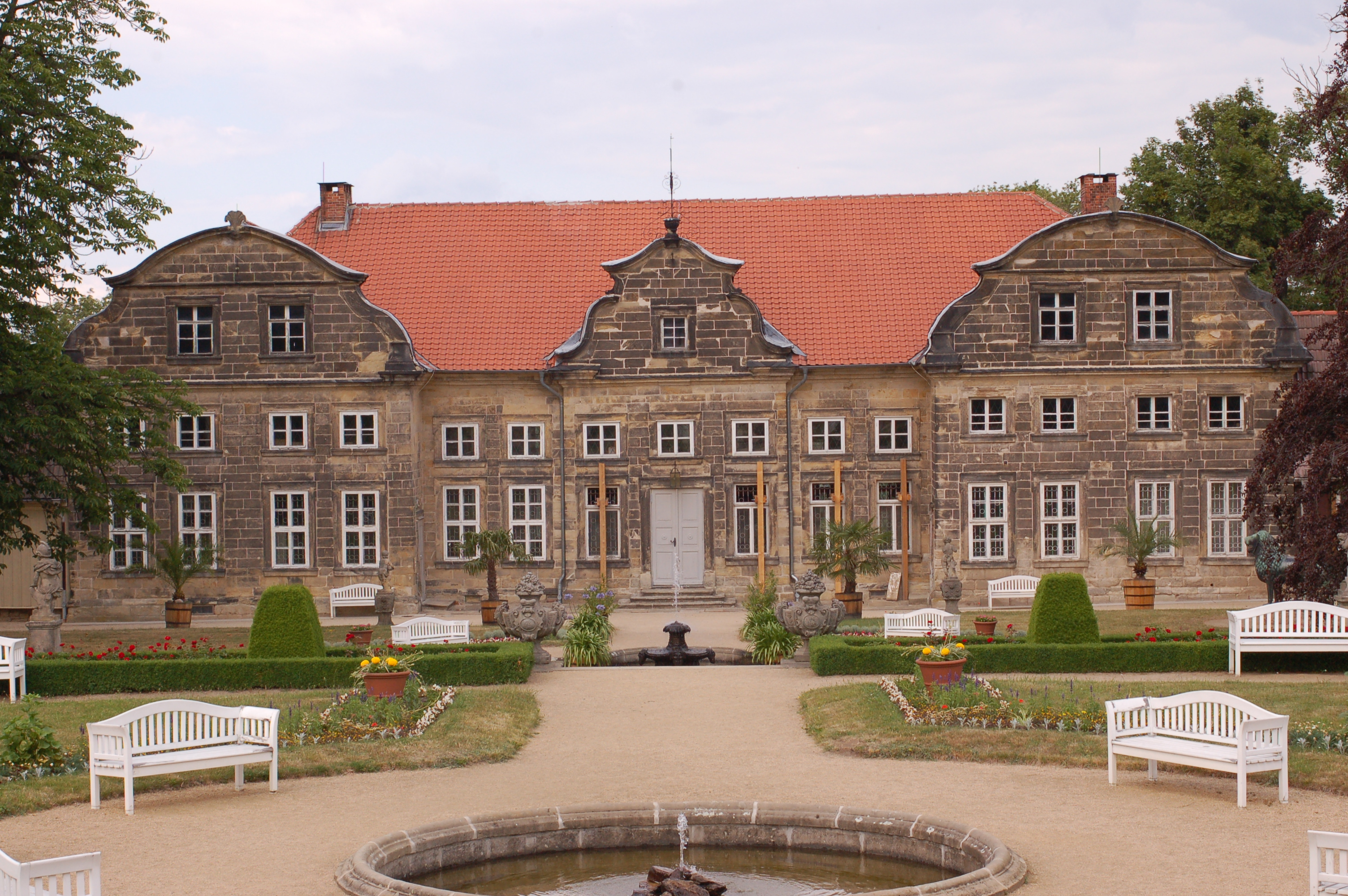
Kleines Schloss in Blankenburg (Harz), 1725 errichtet, 1765 weitgehend umgebaut
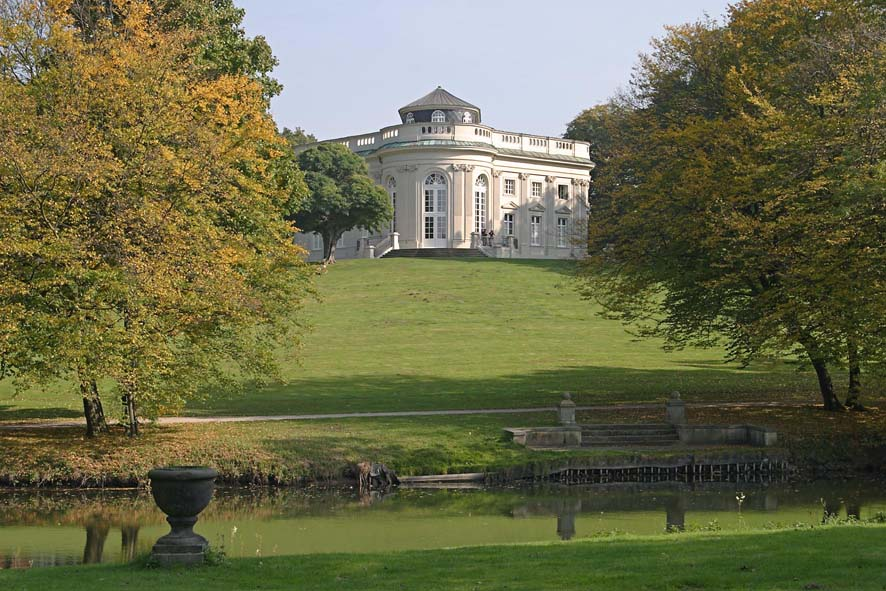
Schloss Richmond in Braunschweig (1769)

#### Kurfürstentum Braunschweig-Lüneburg und Königreich Hannover

Wappen des Kurfürstentums Braunschweig-Lüneburg (1708)

Das welfische Teilfürstentum Calenberg-Göttingen wurde von Kaiser Leopold I. 1692 als Dank für die Unterstützung im Pfälzischen Erbfolgekrieg mit der Kurwürde belohnt. Aus dem Fürstentum Calenberg bildete sich mit der Verleihung der Kurwürde das Kurfürstentum Braunschweig-Lüneburg. Hierzu wurde vom Kaiser 1692 die neue (neunte) Kur des Heiligen Römischen Reiches kreiert. Der im Fürstentum Calenberg regierenden jüngeren Linie der Welfen wurde diese neunte Kurwürde verliehen.
Das neue Kurfürstentum lag im Gebiet des heutigen Niedersachsen und Teilen des Landes Sachsen-Anhalt (mit Amt Calvörde und Blankenburg). Es umfasste folgende Territorien des Heiligen Römischen Reiches: Fürstentum Calenberg, Fürstentum Grubenhagen, Grafschaft Hoya, Herzogtum Sachsen-Lauenburg, Fürstentum Lüneburg (ab 1705), das Herzogtum Bremen und das Herzogtum Verden (ab 1715). Calenberg, Grubenhagen und Lüneburg waren nominell Teilfürstentümer des mittelalterlichen Herzogtums Braunschweig und Lüneburg.
Ursprünglich war das Kurfürstentum ein reines Binnenland (Raum Hannover). Erst mit dem Erwerb des Herzogtums Bremen konnte sich Kurhannover zur Nordsee ausweiten. Der Großteil des Kurfürstentums befand sich im Niedersächsischen Reichskreis. Die Grafschaft Hoya und das Herzogtum Verden waren Teile des Niederrheinisch-Westfälischen Reichskreises. Residenzen waren das Leineschloss in Hannover sowie Schloss Herrenhausen und Schloss Celle.
Das Königreich Hannover entstand 1814 auf dem Wiener Kongress als Nachfolgestaat des Kurfürstentums Braunschweig-Lüneburg. Zunächst, bis 1837, war der König gleichzeitig der König des Vereinigten Königreichs Großbritannien und Irland.
Im Deutschen Krieg von 1866 verlor das Königreich Hannover an der Seite Österreichs und des Deutschen Bundes den Krieg gegen Preußen, wurde annektiert und war fortan nur noch Provinz im Königreich Preußen. Die Welfen wurden wie die Häuser Hessen-Kassel und Nassau von den preußischen Hohenzollern entthront. Das Haus Hannover repräsentiert seit dem Tod des erbenlosen – nicht kinderlosen – Herzogs Wilhelm von Braunschweig das Gesamthaus Braunschweig-Lüneburg. Alle welfischen Familienmitglieder tragen den Namen „Prinz(essin) von Hannover, Herzog(in) zu Braunschweig und Lüneburg“.

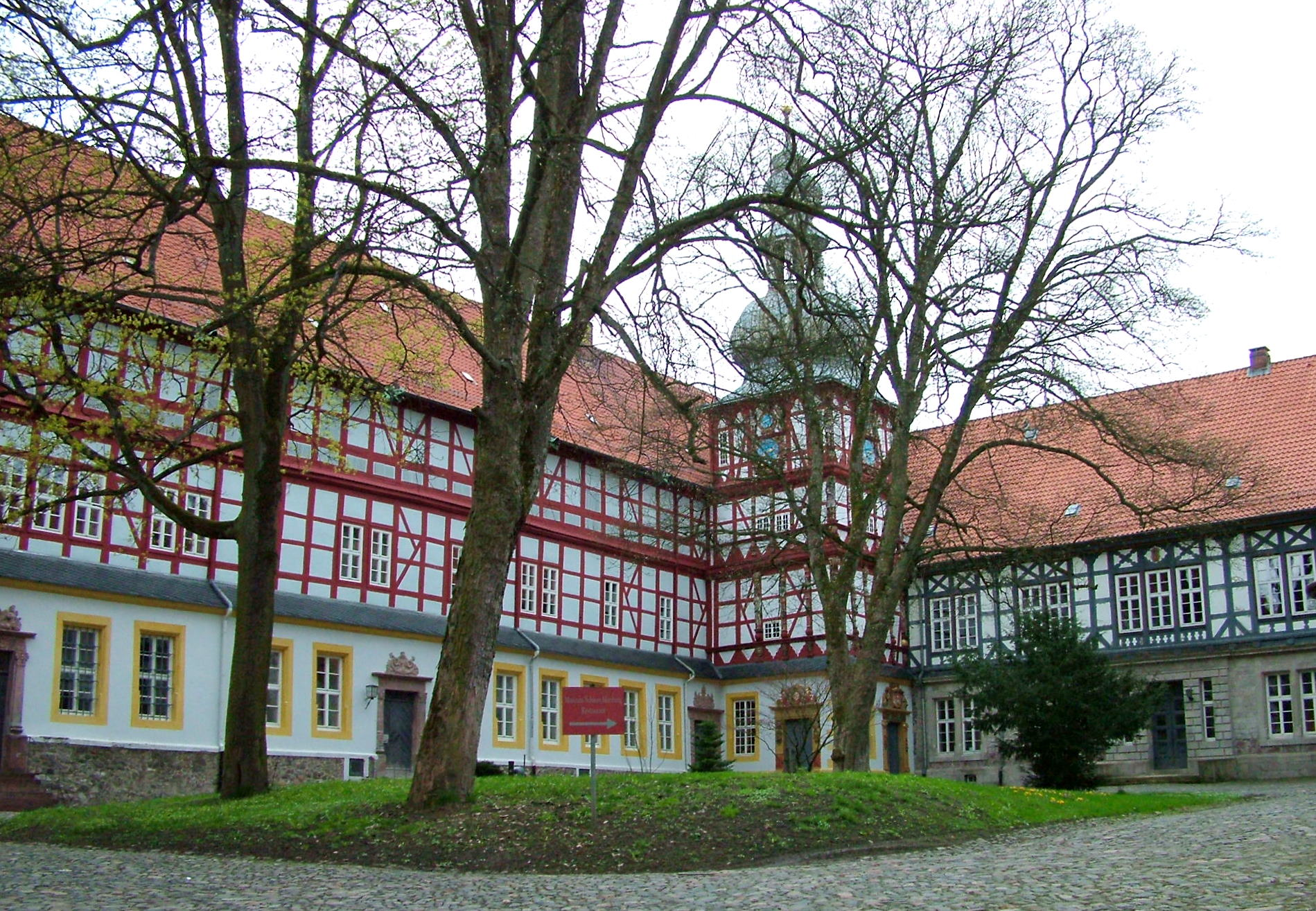
Schloss Herzberg am Harz, 11. Jahrhundert
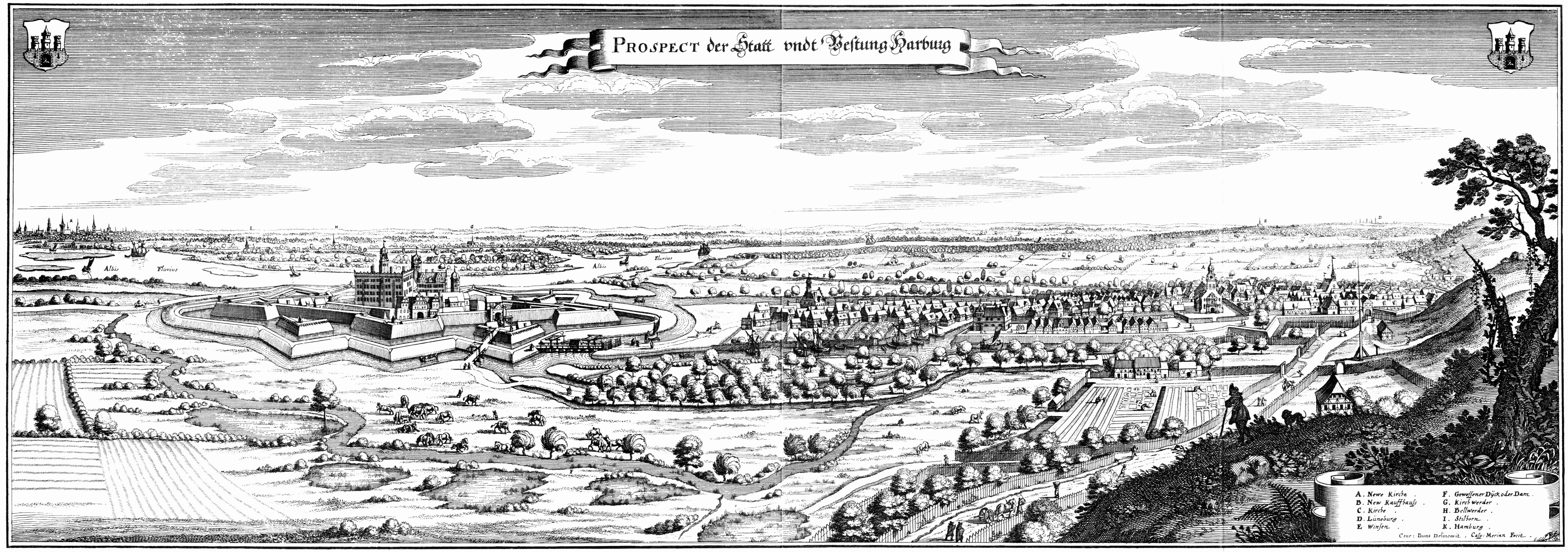
Harburger Schloss, erstmals um 1135 erwähnt
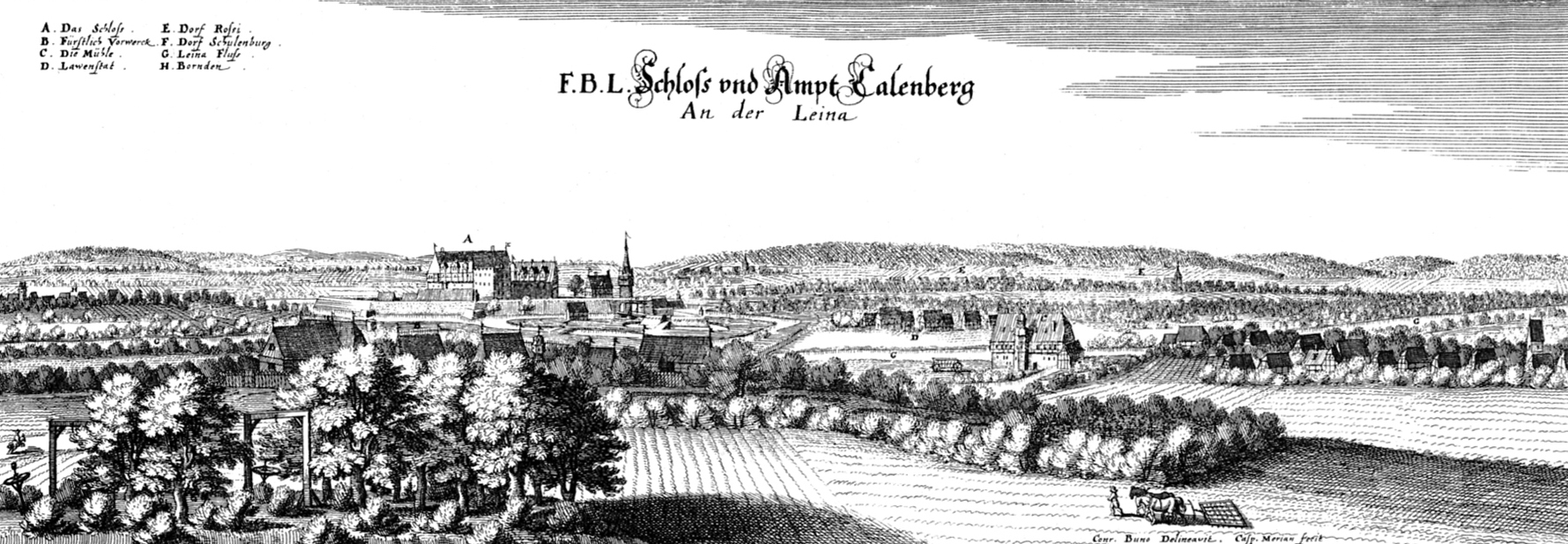
Burg Calenberg, ab 1292 als Wasserburg errichtet
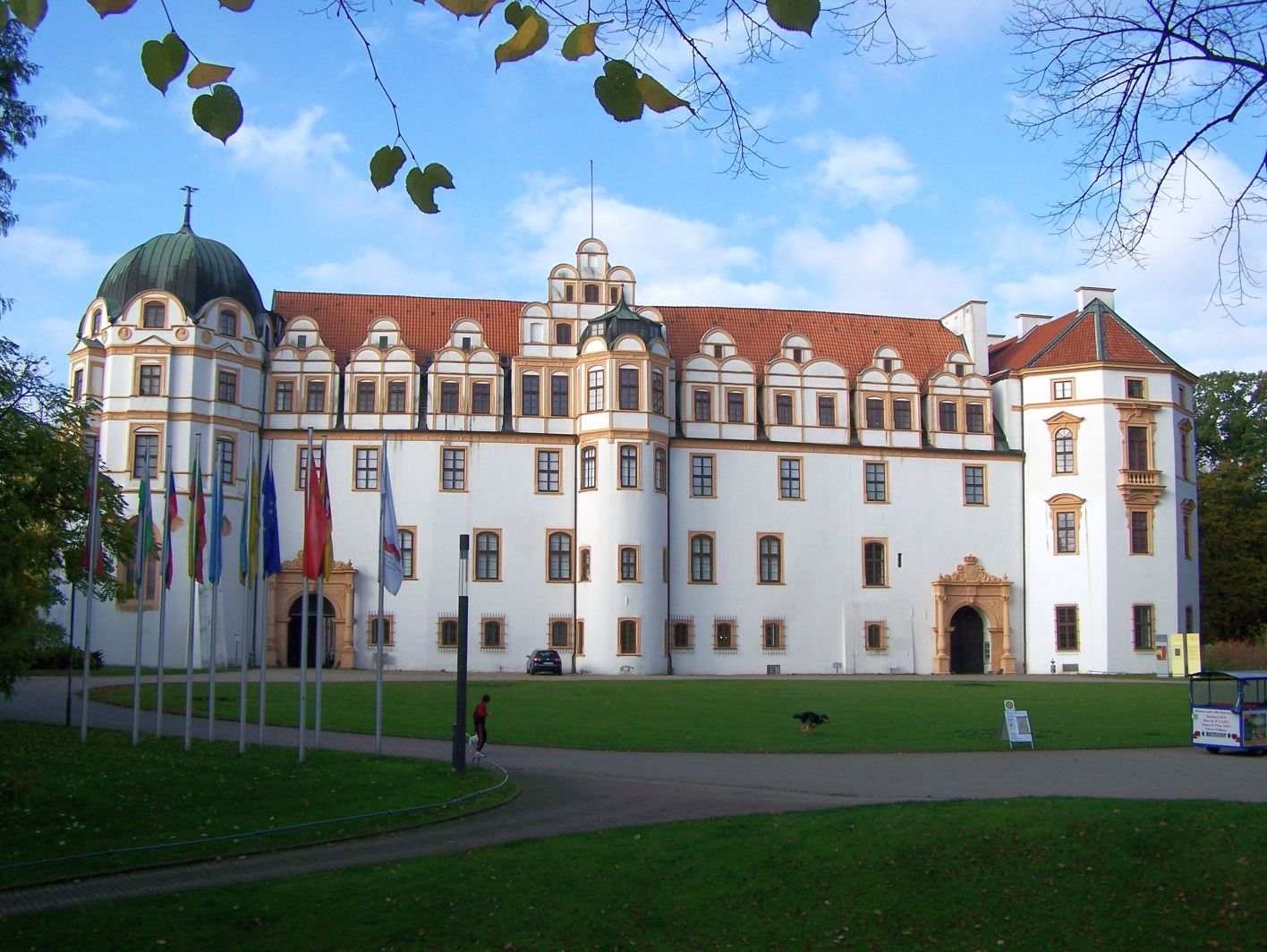
Schloss Celle, Residenz des Fürstentums Lüneburg, ab 1378 umgebaut
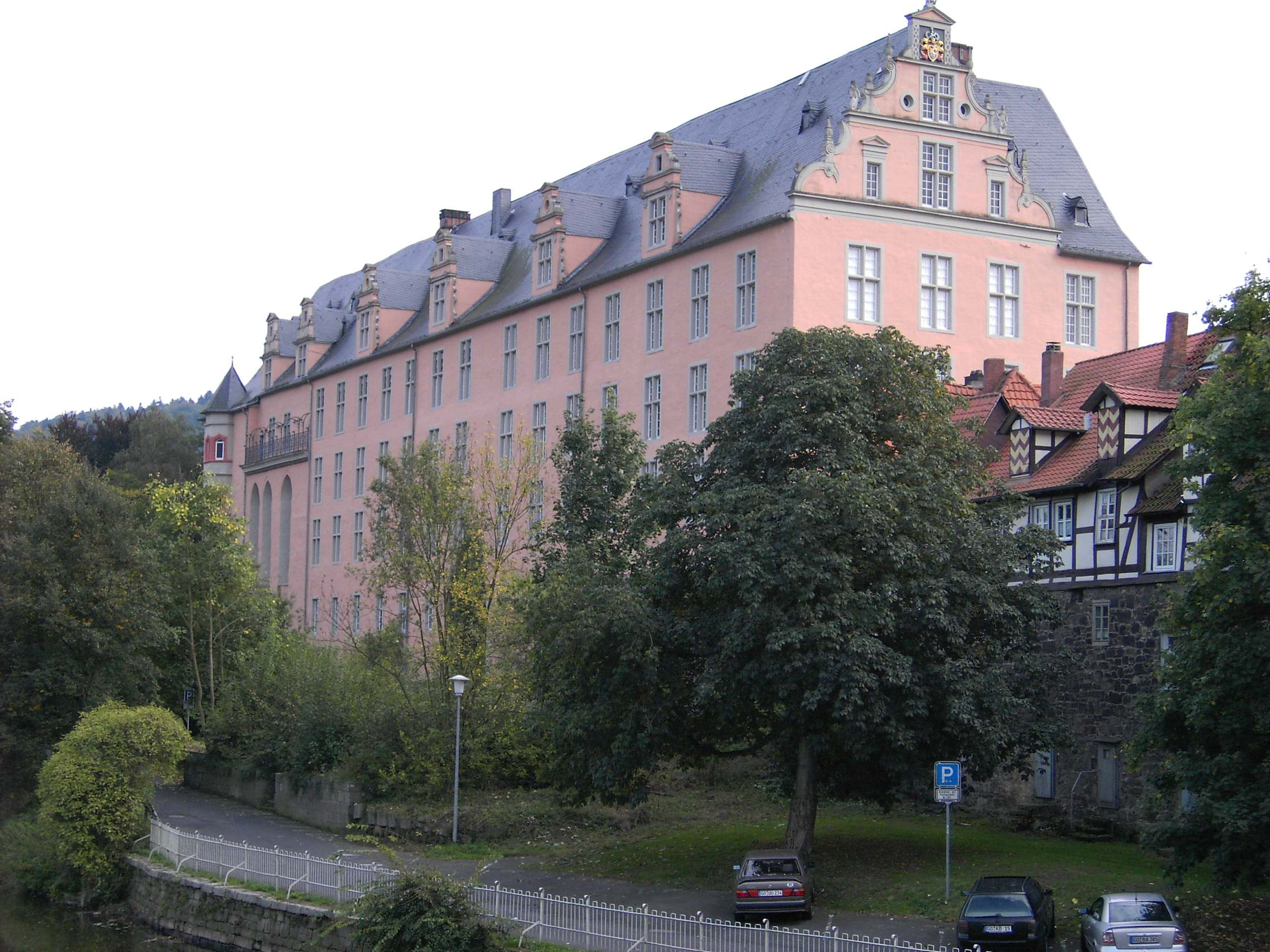
Welfenschloss Münden, ab 1501 als Residenzschloss errichtet
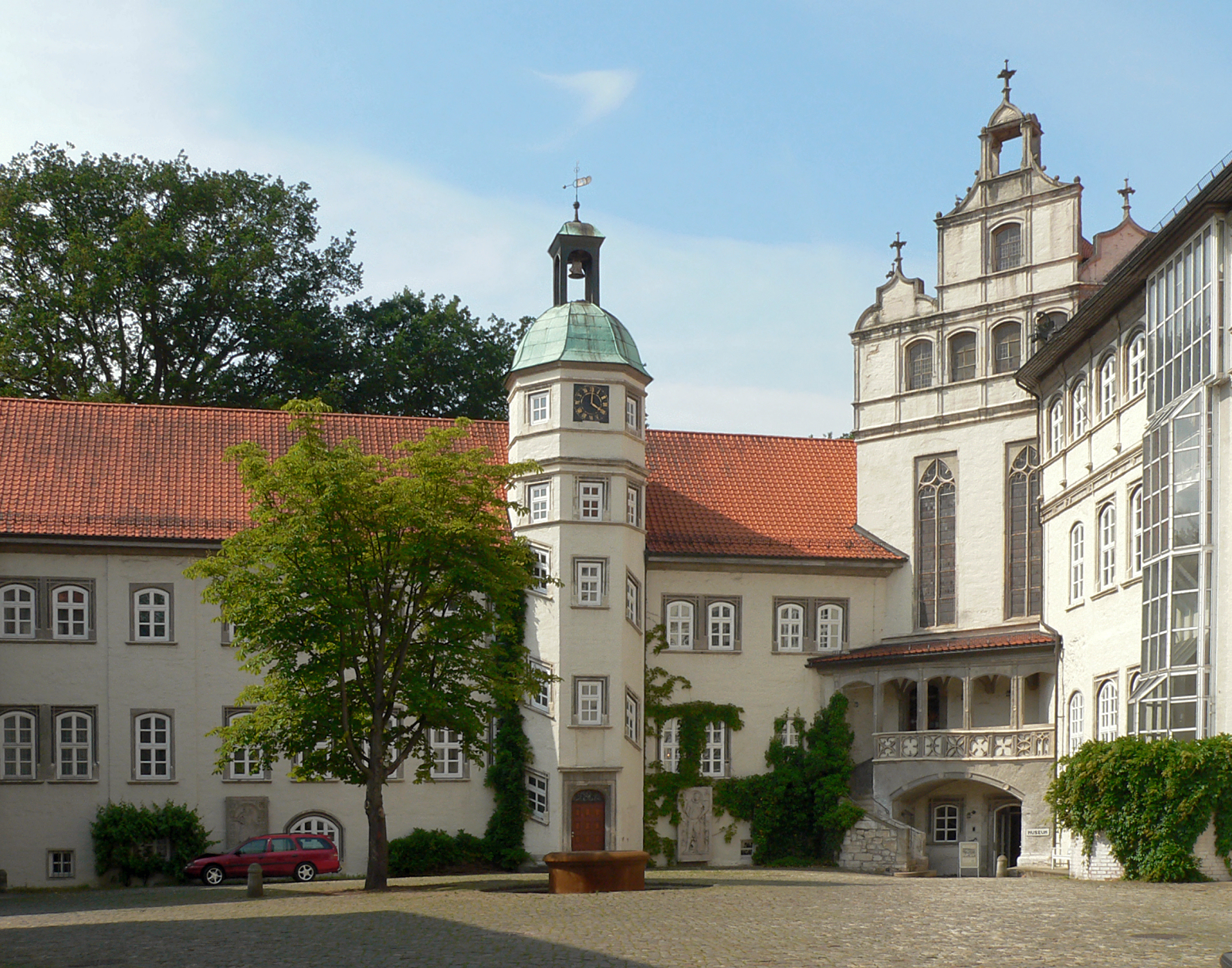
Schloss Gifhorn, 1525–1581 erbaut
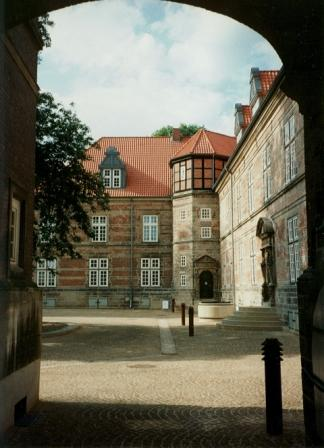
Schloss Landestrost, Neustadt am Rübenberge, 1573–1584 errichtet
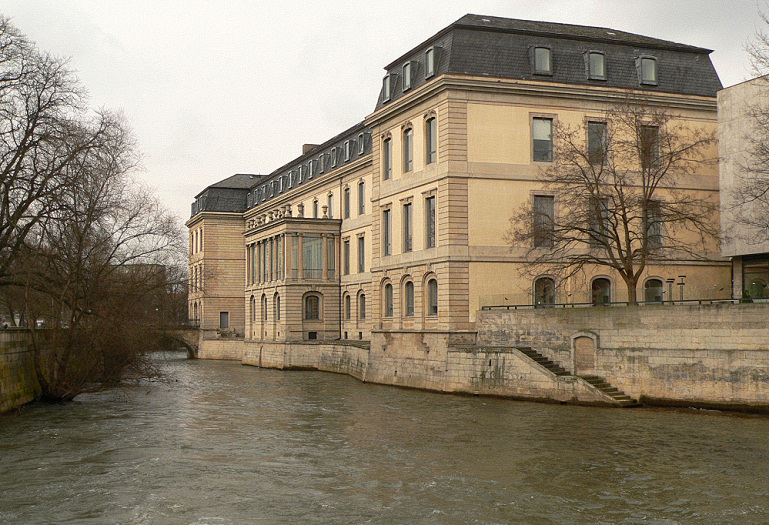
Das Leineschloss in Hannover, ab 1637 errichtet
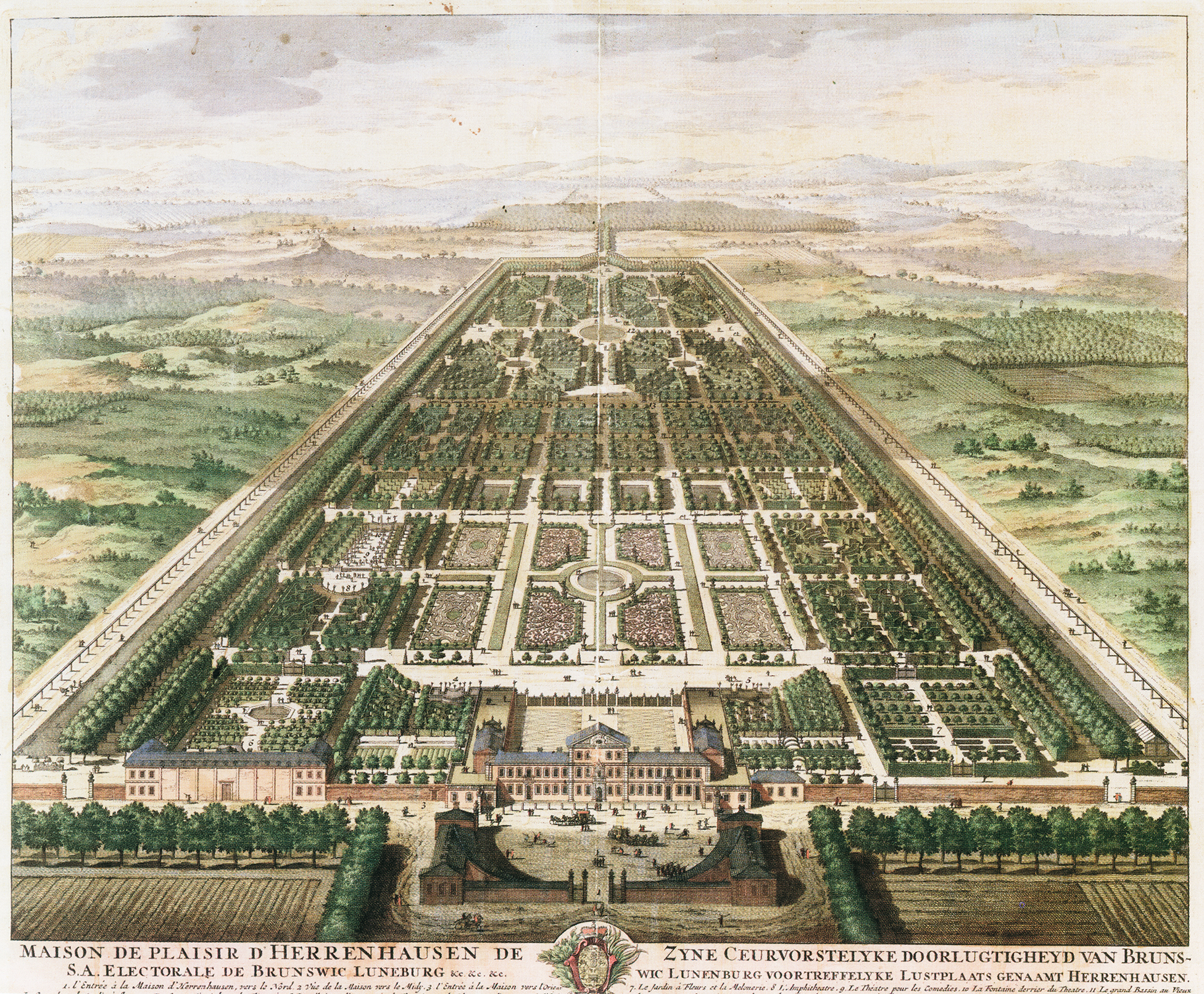
Schloss und Großer Garten Herrenhausen, ab 1638 errichtet
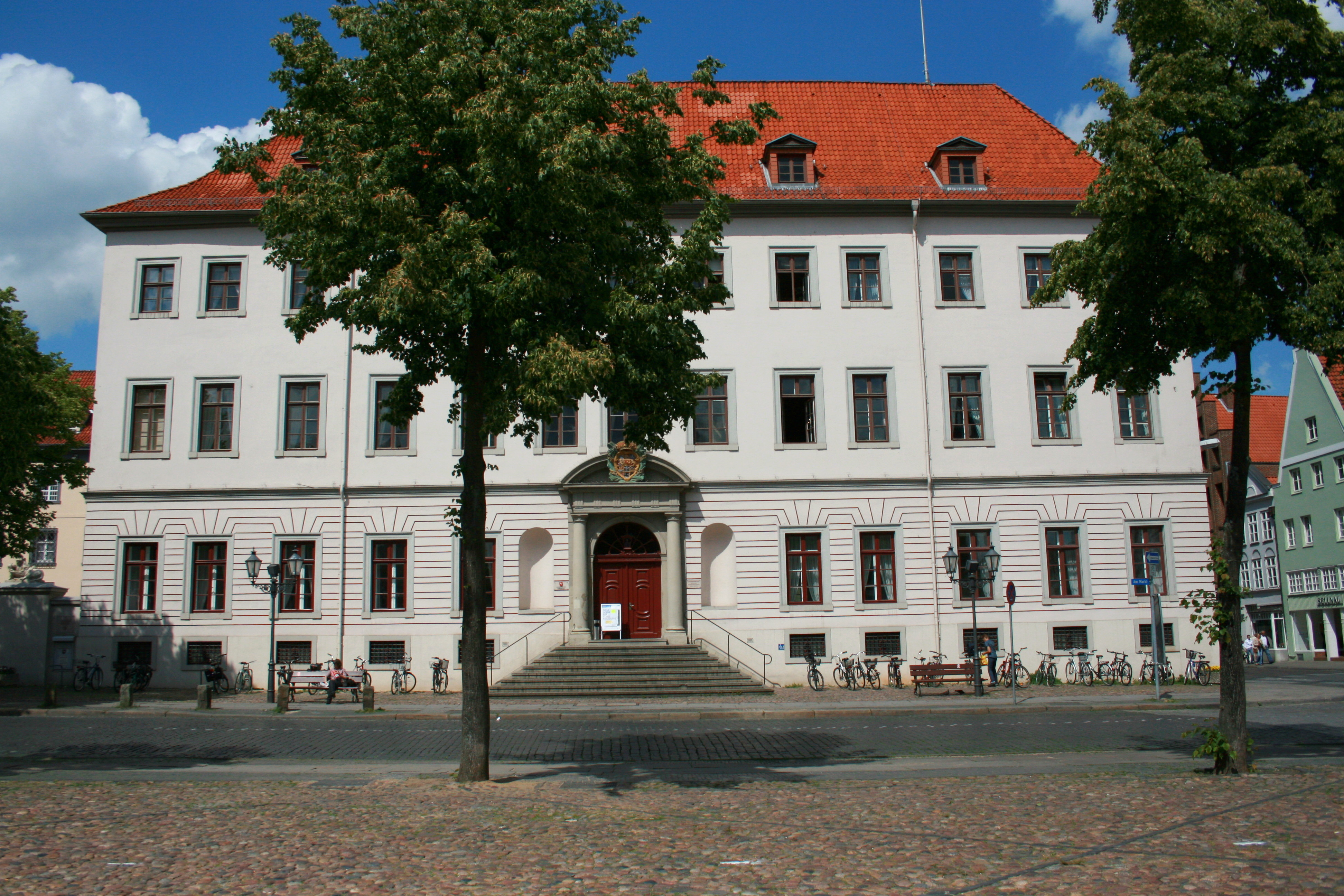
Ehemaliges Lüneburger Schloss, um 1700 errichtet

#### Könige im Königreich Großbritannien und Irland
Das kurfürstliche Haus von Hannover regierte Großbritannien und Irland innerhalb von fünf Generationen in Personalunion, die 1837 nach 123 Jahren endete: Georg(e) I. (1714–1727), Georg(e) II. (1727–1760), Georg(e) III. (1760–1820) und Georg(e) IV. (1820–1830). Nach dem Untergang des Heiligen Römischen Reiches 1806 proklamierte Georg IV. als Prinzregent für seinen Vater 1814 das vormalige Kurfürstentum Braunschweig-Lüneburg zum souveränen Königreich Hannover.
Nachdem Georg(e) IV. 1830 kinderlos starb, wurde sein Bruder Wilhelm IV. König von Großbritannien, Irland und Hannover. Als dieser Wilhelm ebenfalls kinderlos starb, bestieg seine Nichte Victoria als letzte Welfin den britischen Thron bis zu ihrem Tod 1901. Von Viktorias Gatten, Prinz Albert von Sachsen-Coburg-Gotha, stammte der frühere Name Saxe-Coburg-Gotha des heutigen britischen Königshauses, das 1917 in Haus Windsor umbenannt wurde.

Britisch-Hannoversches Königswappen (1714–1801)
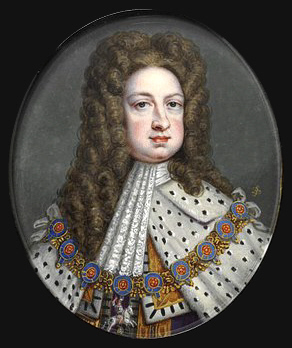
Georg I. (1714–1727)
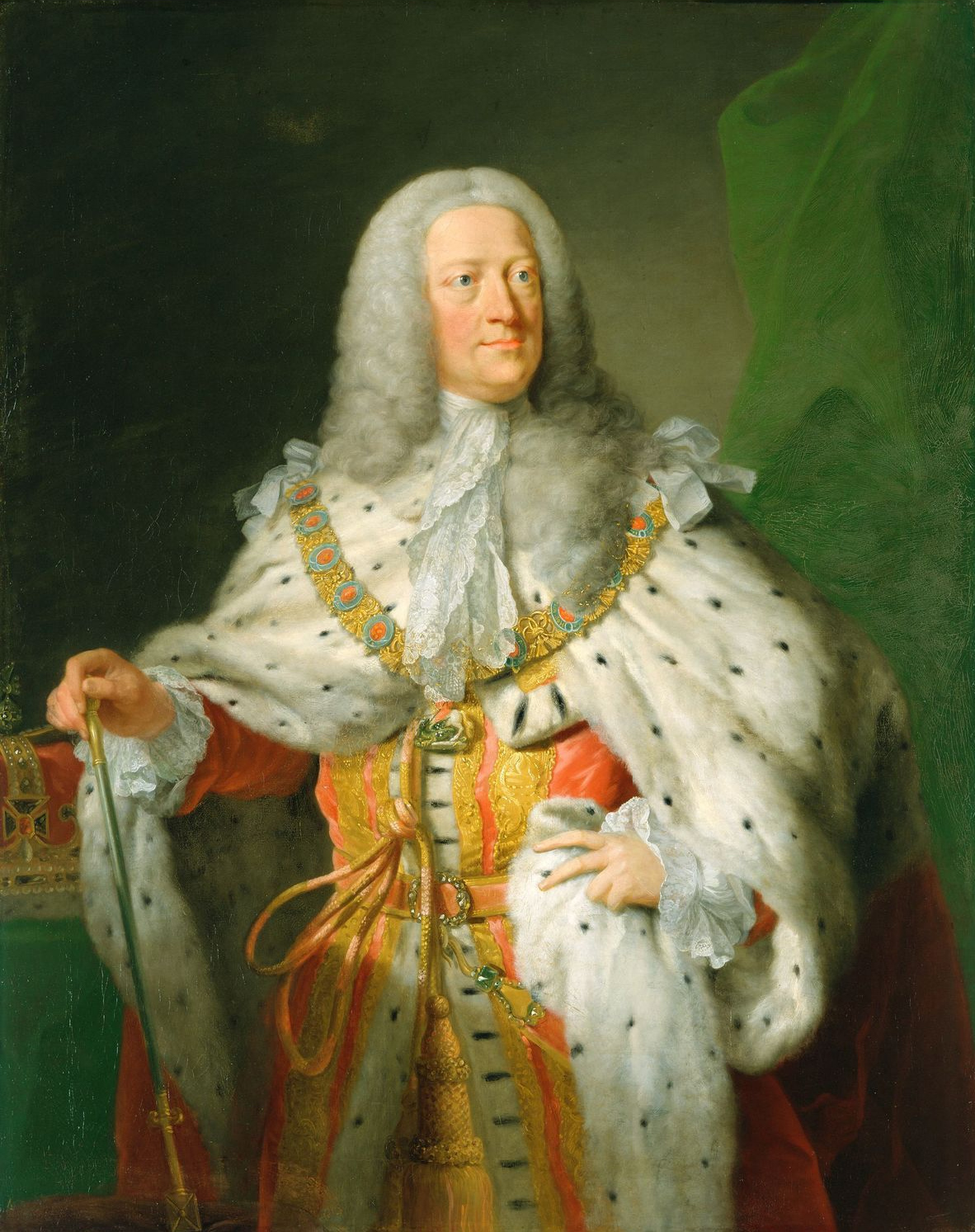
Georg II. (1727–1760)
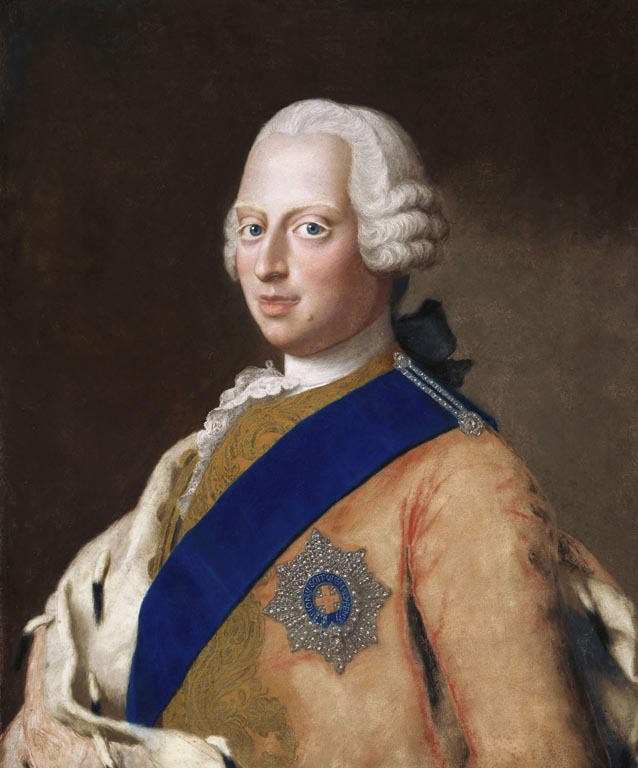
Friedrich Ludwig von Hannover, Fürst von Wales (1707–1751)
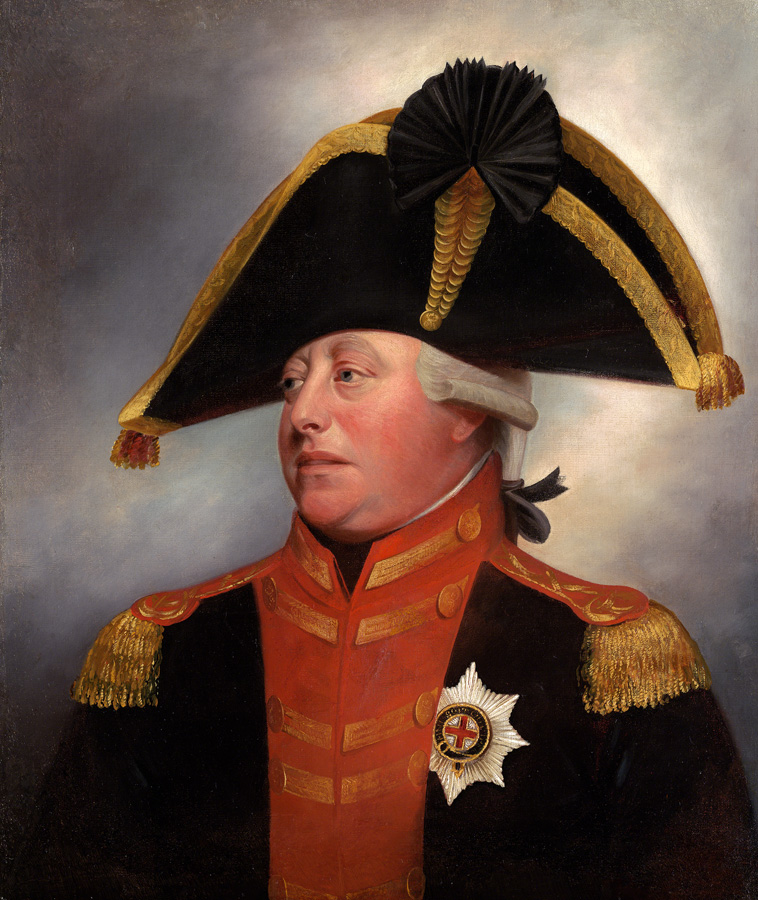
Georg III. (1760–1820)
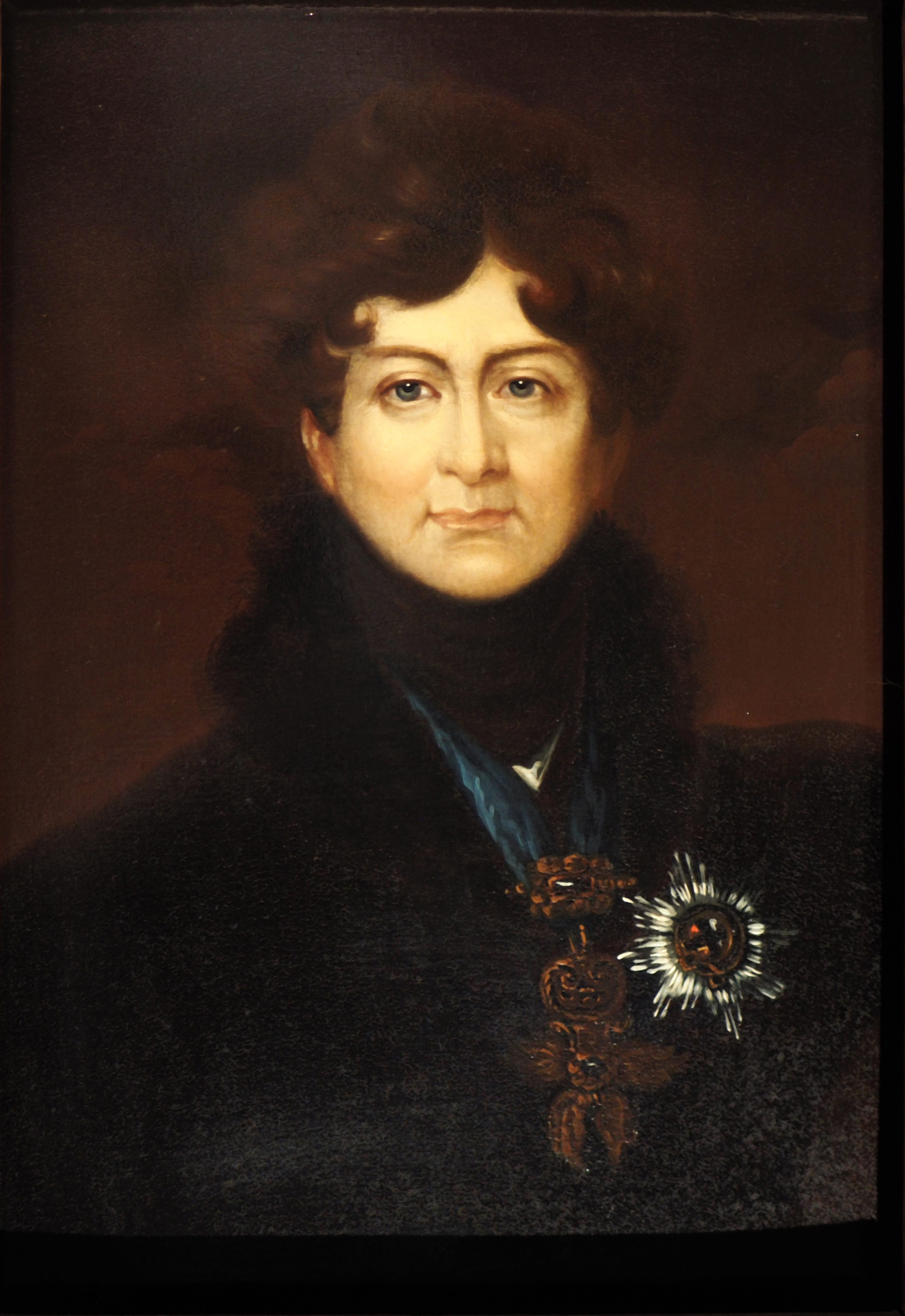
Georg IV. (1820–1830)
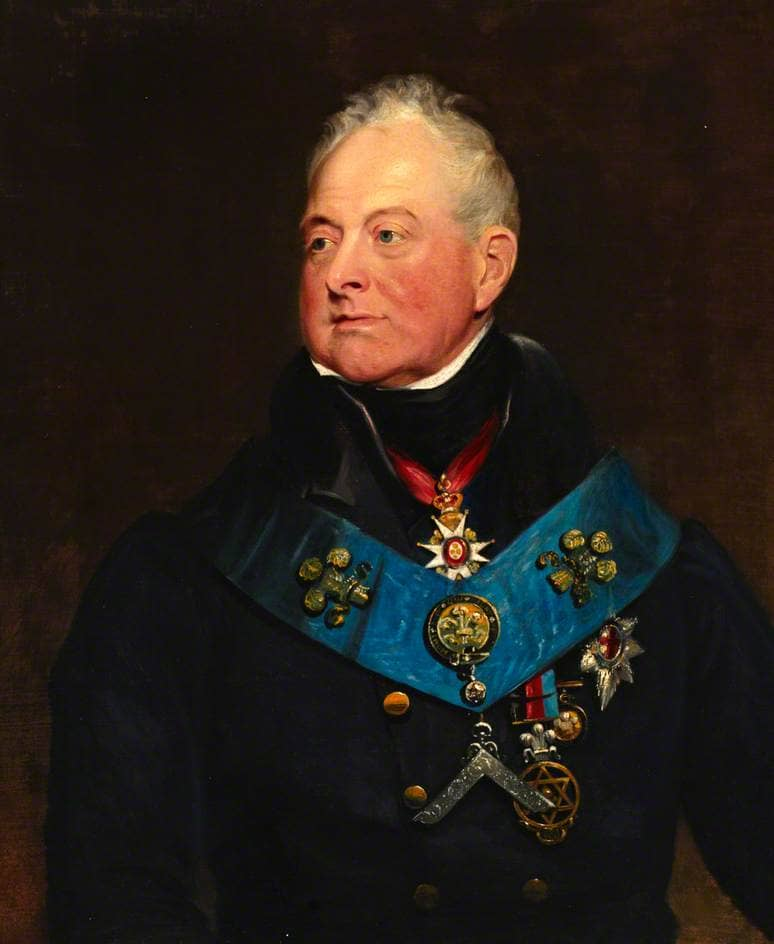
Wilhelm IV.
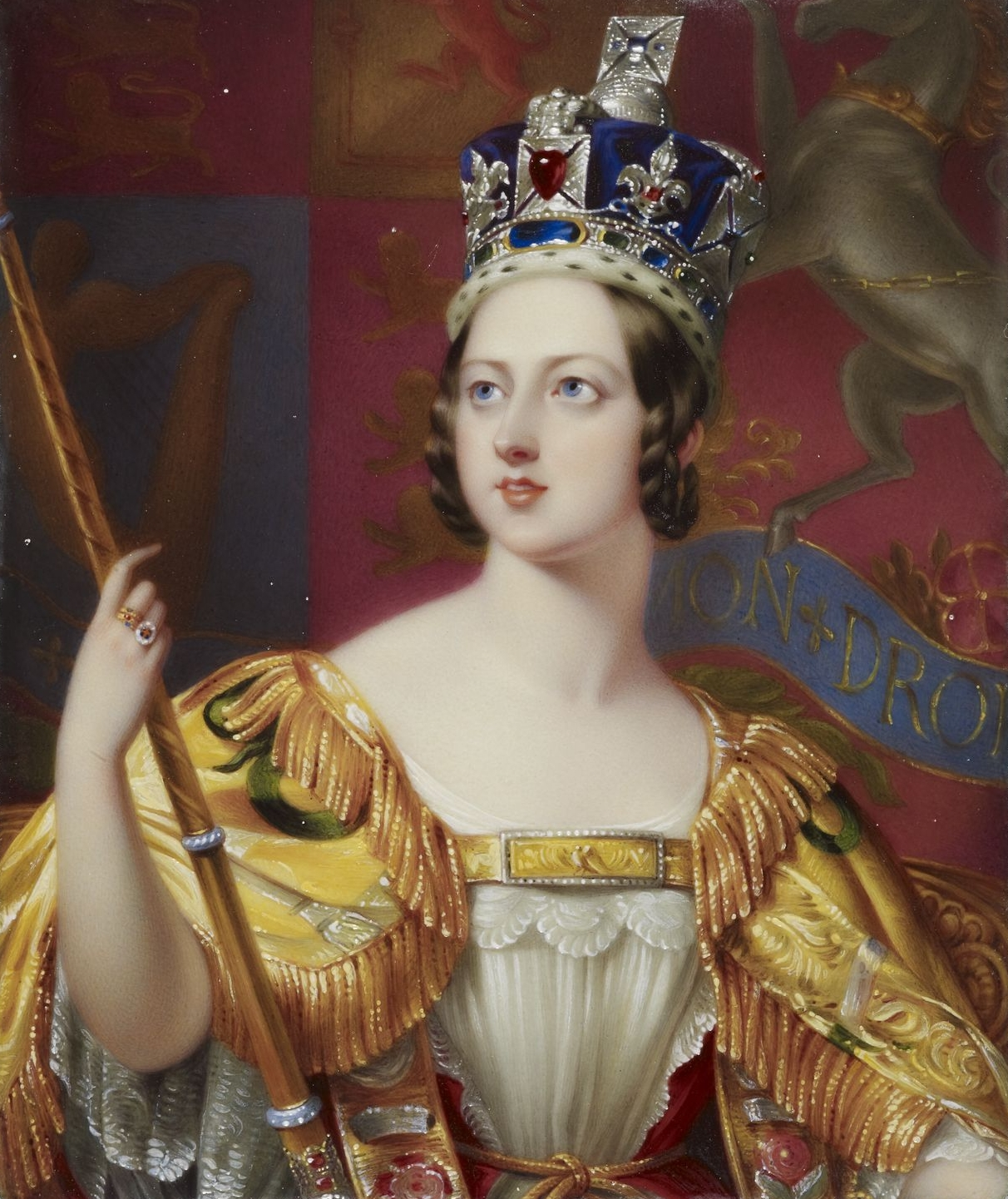
Victoria (1819–1901)

#### Könige im Königreich Hannover
Da die unterschiedlichen Erbfolgegesetze in Hannover eine weibliche Thronerbin nur dann zuließen, wenn es keinen männlichen Erben gab, konnte Viktoria nicht Königin von Hannover werden. Somit wurde ihr Onkel, der Herzog von Cumberland, Ernst August I. 1837 erster selbstständig regierender König von Hannover (1771–1851). Nach seinem Tod folgte ihm sein Sohn Georg V. als König von Hannover (1819–1878) auf den Thron. Seine Regierungszeit wurde 1866 durch die preußische Annexion beendet, nachdem sich Georg V. im Preußisch-Österreichischen Krieg 1866 auf die (unterlegene) österreichische Seite gestellt hatte.

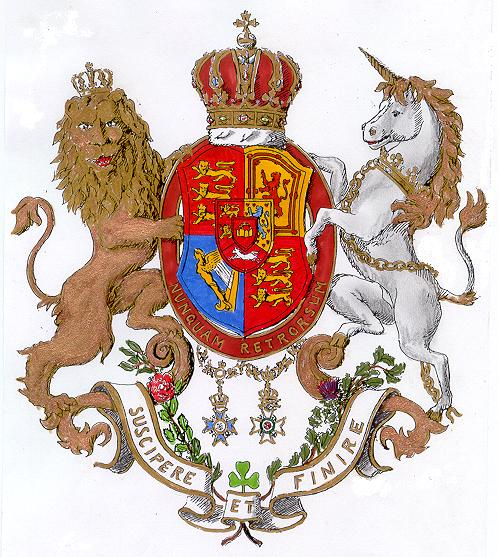
Wappen des Königreichs Hannover 1837
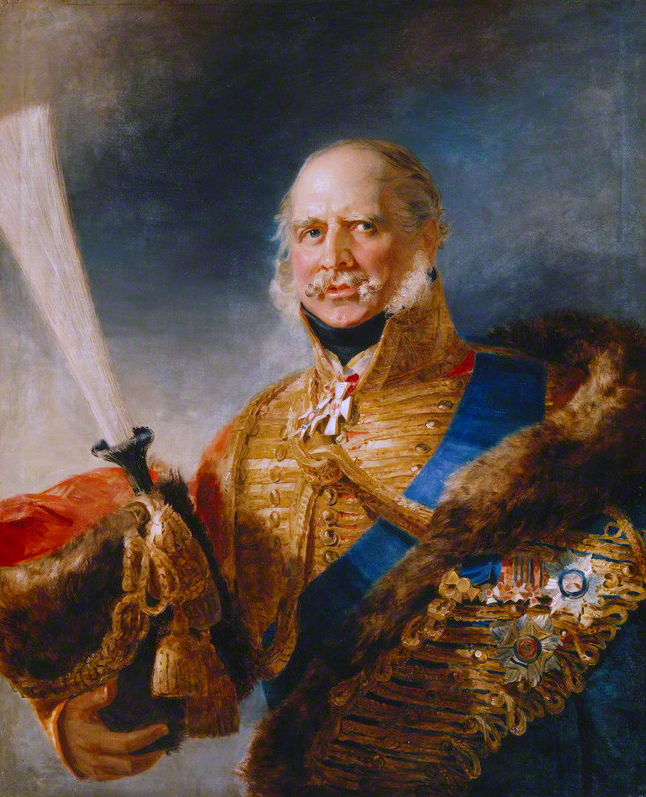
Ernst August I., König von Hannover (1771–1851)
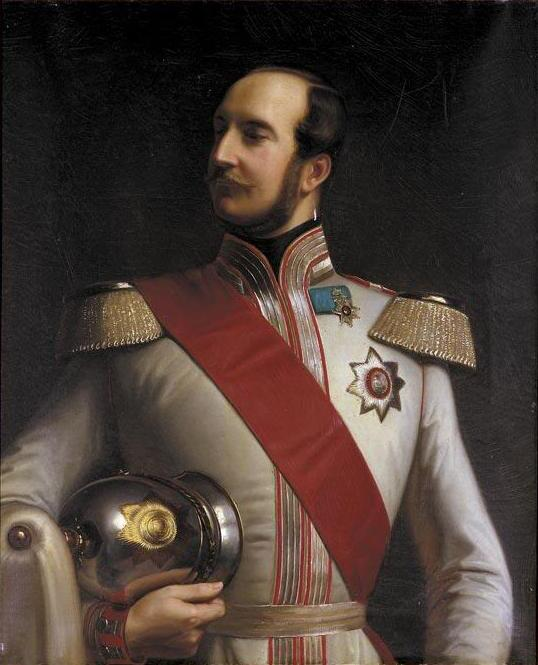
Georg V., König von Hannover (1819–1878)

König Georg V. ging gemeinsam mit seiner Frau Königin Marie nach Österreich ins Exil. Er starb 1878 in Paris, wo sich die Welfenlegion gegen Preußen aufgestellt hatte, weswegen Bismarck das deutsche Privatvermögen des Königs in Höhe von 16 Millionen Talern 1868 eingezogen und in den Welfenfonds überführt hatte, dessen Erträge anfangs „zur Bekämpfung welfischer Umtriebe“ verwendet wurden. Georg V. wurde in der Königsgruft von Schloss Windsor beigesetzt. Seine Witwe lebte bis zu ihrem Tode in der Königinvilla in Gmunden. Ihr Enkel, Prinz Ernst August (1887–1953), ehelichte 1913 die Prinzessin Viktoria Luise von Preußen, einzige Tochter des letzten deutschen Kaisers Wilhelm II., und konnte dadurch den vakanten Thron des Herzogtums Braunschweig besteigen.

#### Nach dem Ersten Weltkrieg
Mit dem Fall der deutschen Monarchien im Jahre 1918 musste auch Herzog Ernst August zu Braunschweig und Lüneburg abdanken. Er ging mit seiner Familie ins österreichische Exil auf Schloss Cumberland, das bereits sein Vater in Gmunden errichtet hatte. Die Leitung der Verwaltung des Gesamthauses wurde Paul Knoke übertragen.
Die Familie kehrte 1925 in den Freistaat Braunschweig zurück. Dieser sprach der ehemals herzoglichen Familie unter anderem Schloss Blankenburg und die Domäne Hessen im heutigen Landkreis Harz zu. Ernst August, der Schwiegersohn des früheren deutschen Kaisers, behauptete sich erfolgreich als freier Unternehmer und änderte 1931 den primären Familiennamen von Braunschweig-Lüneburg wieder in Hannover, wobei der offizielle Familienname (auch im Pass und den Personenstandsurkunden) bis heute lautet: Prinz/Prinzessin von Hannover Herzog/Herzogin zu Braunschweig und Lüneburg Königlicher Prinz/Königliche Prinzessin von Großbritannien und Irland. Die Familienmitglieder verfügen über die deutsche, britische und österreichische Staatsangehörigkeit; der britische Familienname lautet Guelph mit dem Zusatz His/Her Royal Highness. Da jedoch mit dem Ausbruch des Ersten Weltkriegs 1914 ein Bruch zwischen dem regierenden britischen Königshaus und seiner deutschen Nebenlinie eingetreten war, wurde dem letzten hannoverschen Kronprinzen Ernst August am 13. Mai 1915 von König Georg V. der Hosenbandorden aberkannt und am 28. März 1919 aufgrund des Titles Deprivation Act von 1917, welcher „Feinden des britischen Empire“ ihre britische Peerswürde nahm, der britische Titel 3rd Duke of Cumberland and Teviotdale, 3rd Earl of Armagh aberkannt. Die theoretische Anwartschaft der Welfen auf diesen Titel wurde jedoch aufrechterhalten.
Im Verlauf des Zweiten Weltkrieges, besonders in den letzten Kriegsmonaten, waren die Welfen über Rüstungsgeschäfte auch mittelbar an der Ausbeutung von Zwangsarbeitern beteiligt.
Entsprechend dem Potsdamer Abkommen besetzte im Juli 1945 die Sowjetarmee u. a. Blankenburg und die „Domäne Hessen“. Die Familie konnte zuvor mithilfe von Lastwagen der britischen Armee einen Teil der Mobilien mit auf die Marienburg nehmen, wohin sie sich zeitweilig zurückzog. Das Schloss ist heute als Familienmuseum der Öffentlichkeit zugänglich. Es wird gemeinsam mit den Ländereien der Domäne Calenberg, von Ernst August Prinz von Hannover (* 1983 in Hildesheim) bewirtschaftet, dem auch das Fürstenhaus Herrenhausen gehört. Sein Vater Ernst August lebt auf den österreichischen Besitzungen.

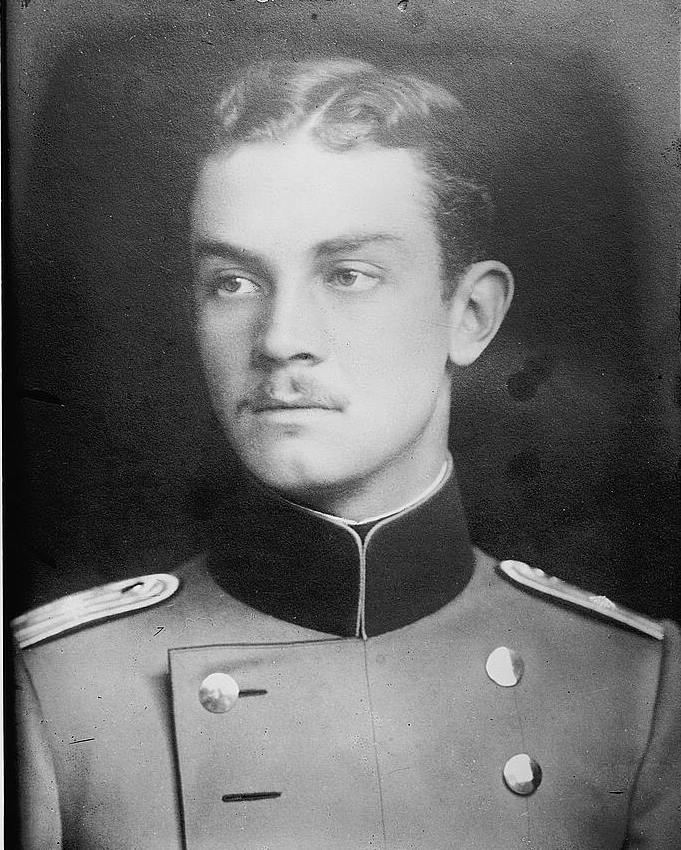
Ernst August, letzter regierender Herzog zu Braunschweig (1887–1953)
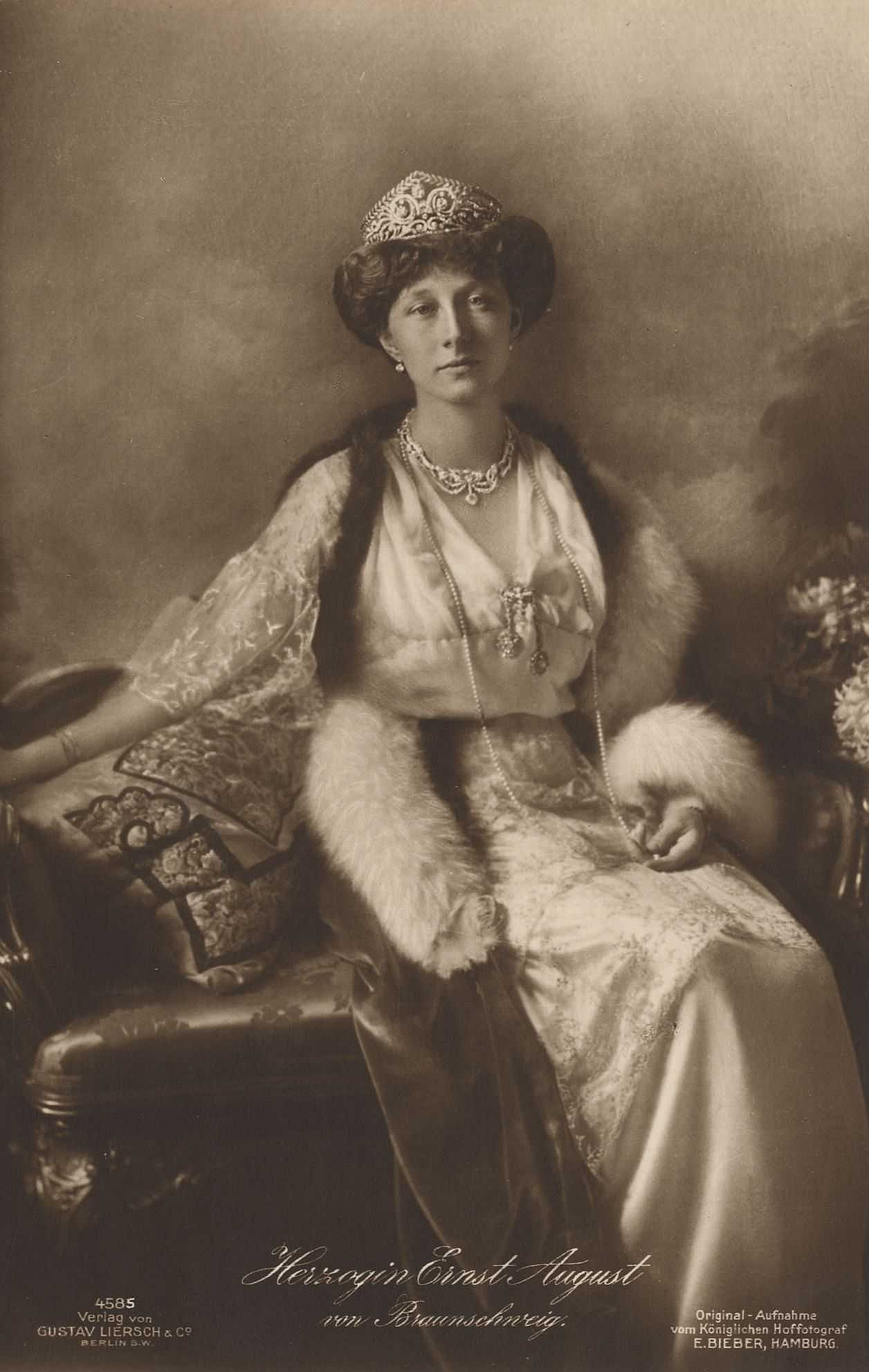
Viktoria Luise von Preußen (1892–1980), Gemahlin Herzog Ernst Augusts
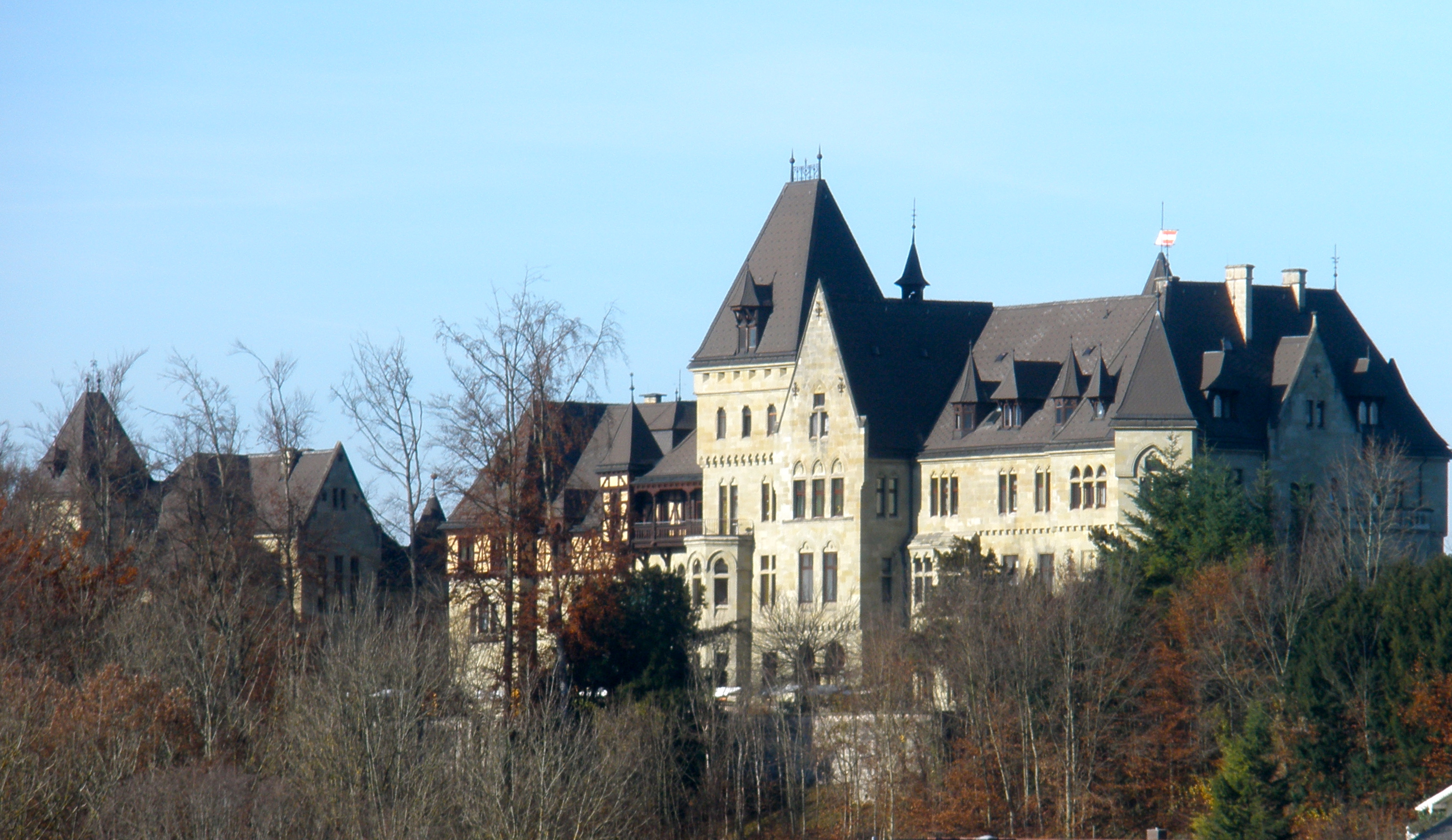
Schloss Cumberland, Gmunden (Oberösterreich)
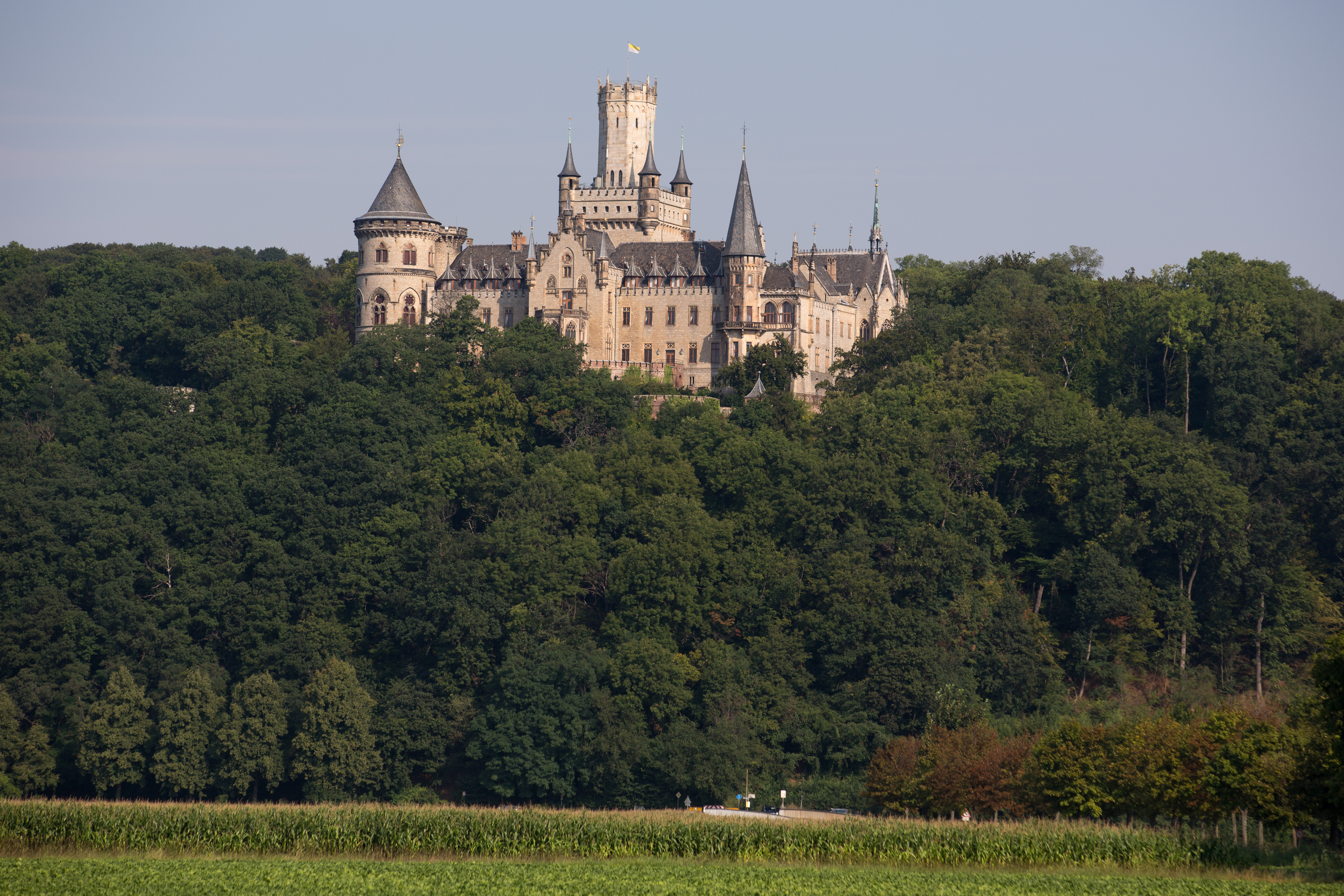
Schloss Marienburg bei Hannover
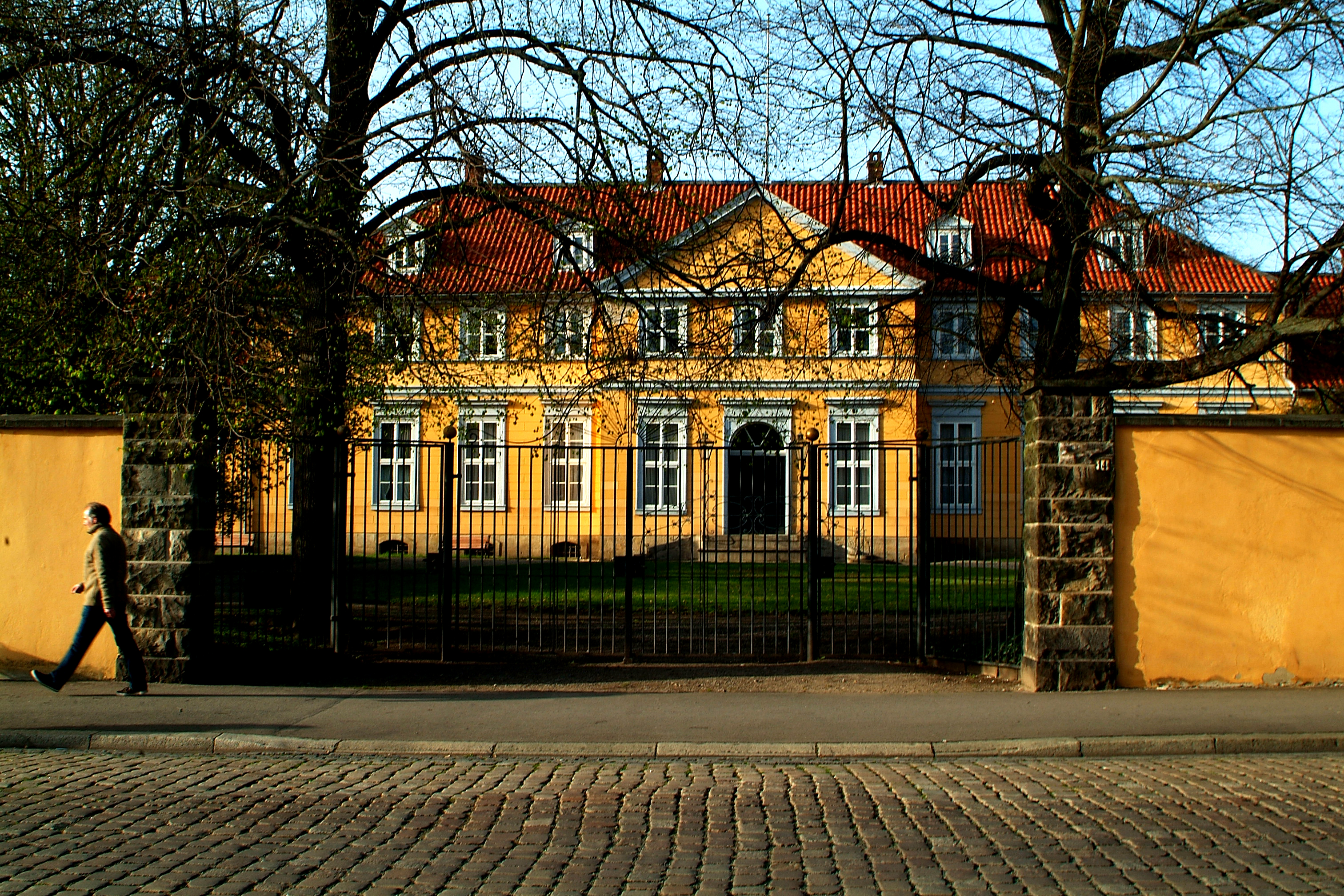
Das Fürstenhaus Herrenhausen

## Die wichtigsten Welfen
| Die wichtigsten Mitglieder der Familie                              |                         |                                                     |
| in der Geschichte des Westfrankenreichs und des Königreichs Burgund |                         |                                                     |
| Name                                                                | Herrschaft              | Bemerkungen                                         |
| Hugo Abbas                                                          |                         | († 866) Erzieher der Könige Odo und Robert I.       |
| Rudolf I., König von Hochburgund                                    | 888–912                 |                                                     |
| Rudolf II., König von Hochburgund                                   | 912–937                 | König von Italien 922–926, von Niederburgund ab 930 |
| Konrad III. der Friedfertige, König von Burgund                     | 937/951–993             |                                                     |
| Rudolf III., König von Burgund                                      | 993–1032                |                                                     |
| in der Geschichte des Heiligen Römischen Reichs                     |                         |                                                     |
| Name                                                                | Herrschaft              | Bemerkungen                                         |
| Welf III., Herzog von Kärnten                                       | 1047–1055               |                                                     |
| Welf IV., Herzog von Bayern                                         | 1070–1077 und 1097–1101 |                                                     |
| Welf V., Herzog von Bayern                                          | 1101–1120               |                                                     |
| Welf VI., Herzog von Spoleto                                        | 1152–1191               |                                                     |
| Heinrich der Schwarze, Herzog von Bayern                            | 1120–1126               |                                                     |
| Heinrich der Stolze, Herzog von Bayern Herzog von Sachsen           | 1126–1138 1137–1139     |                                                     |
| Heinrich der Löwe, Herzog von Sachsen Herzog von Bayern             | 1142–1180 1156–1180     |                                                     |
| Otto IV., deutscher König, ab 1209 Kaiser                           | 1198–1218               |                                                     |
| in der Geschichte Großbritanniens und Irlands                       |                         |                                                     |
| Name                                                                | Herrschaft              | Bemerkungen                                         |
| Georg I., König                                                     | 1714–1727               |                                                     |
| Georg II., König                                                    | 1727–1760               |                                                     |
| Georg III., König                                                   | 1760–1820               |                                                     |
| Georg IV., König                                                    | 1820–1830               |                                                     |
| Wilhelm IV., König                                                  | 1830–1837               |                                                     |
| Victoria, Königin                                                   | 1837–1901               |                                                     |
| in der Geschichte Hannovers                                         |                         |                                                     |
| Name                                                                | Herrschaft              | Bemerkungen                                         |
| Ernst August, Kurfürst                                              | 1679–1698               |                                                     |
| Georg I. Ludwig, Kurfürst                                           | 1698–1727               |                                                     |
| Georg II., Kurfürst                                                 | 1727–1760               |                                                     |
| Georg III., König                                                   | 1760–1820               |                                                     |
| Georg IV., König                                                    | 1820–1830               |                                                     |
| Wilhelm, König                                                      | 1830–1837               |                                                     |
| Ernst August, König                                                 | 1837–1851               |                                                     |
| Georg V., König                                                     | 1851–1866               |                                                     |

## Genealogie

### Unebenbürtige Nachfahren
Morganatische und außereheliche Abkömmlinge:
- Grafen von Eppan (in Südtirol), angeblich illegitime Nachfahren der älteren Welfen, 1300 erloschen
- Lüneburg (Adelsgeschlecht), Nachfahren Augusts des Älteren
- Grafen von Platen Hallermund (Nachkommen des Kurfürsten Ernst August mit Sophia Charlotte von Platen-Hallermund)
- Die drei Töchter Georgs I. mit Melusine von der Schulenburg
- George FitzClarence, 1. Earl of Munster (und weitere 9 uneheliche Kinder von Wilhelm IV.)
- Christian Freiherr von Humboldt-Dachroeden (unehelicher Sohn Ernst August IV. von Hannover) und seine Nachkommen

## Guelfen
Nach den Welfen wurde im mittelalterlichen Italien auch die anti-kaiserliche Partei der Guelfen benannt, die gegen die Staufer bzw. später gegen die nachfolgenden Kaiser eingestellt war.

## Ältestes Adelsgeschlecht
Die Welfen werden oft als „ältestes noch existierendes deutsches Adelsgeschlecht“ bezeichnet. Dies dürfte zutreffen. Welf I. (819 als Graf belegt) gehörte als Schwiegervater zweier Könige des Fränkischen Reiches aus dem Haus der Karolinger (darunter des zweiten römischen Kaisers der Nachantike) zur obersten fränkischen Führungsschicht. Dieser gehörte auch Graf Ruthard († um 790) an, der den Vorfahren der Welfen zugerechnet wird. Die burgundischen Welfen sind bereits 888 Könige, was den hohen Rang der Familie bereits im Frühmittelalter bestätigt. Daher ist anzunehmen, dass die Sippe der Älteren Welfen bereits in der Merowingerzeit eine Rolle gespielt hat, ähnlich wie die bereits ab dem 7. Jahrhundert bezeugte fränkische Adelssippe der Robertiner, von denen die Kapetinger abstammen (zu denen die Bourbonen gehören).
Diese führen sich auf Charibert († vor 636) zurück und sind damit die älteste bezeugte Familie Europas, die noch im Mannesstamm besteht. Nach den Welfen sind die Reginare (das Haus Brabant, von dem das Haus Hessen abstammt), mit ihrem Stammvater Giselbert (841 Graf im Maasgau) die zweitälteste – bis heute bestehende – Familie im späteren Heiligen Römischen Reich. Doch auch das Haus Este, von dem die Jüngeren Welfen im Mannesstamm abstammen, kann sich auf fränkischen Adel der Karolingerzeit zurückführen; die Este sind ein Zweig der Otbertiner, die sich wohl in der zweiten Hälfte des 9. Jahrhunderts in der Lombardei niedergelassen haben. Ihr erster bekannter Vorfahre ist um 900 ein Markgraf Adalbert; dessen Sohn Otbert I. (italienisch: Oberto) wird 951 Markgraf von Ostligurien.
Die anderen, später großen deutschen Dynastien, Wittelsbacher, Habsburger, Hohenzollern, Askanier, Oldenburger, Obotriten, Zähringer u. a., erscheinen sämtlich erst nach dem Jahr 1000 in der schriftlichen Überlieferung. Lediglich der um 974 erscheinende Dedo I. von Wettin ist ebenfalls vor der Jahrtausendwende bezeugt. In Italien, wo die von Bistümern und Zivilverwaltungen weiter gepflegte lateinische Annalen- und Urkundstradition des Römischen Reiches fast ungebrochen fortbestand, gibt es – neben den Este – noch häufiger bis heute bestehende Adelsgeschlechter mit vergleichbarer urkundlicher „Reichweite“, die bis vor die erste Jahrtausendwende zurückreichen (siehe: Italienischer Adel), wenn auch nicht von der historischen Bedeutung des Welfenhauses oder der Kapetinger.

## Historische Quellen
- Annales Welfici, Geschichtsquelle zu süddeutschen Welfen im 12. Jahrhundert
- Mönch von Weingarten, Verfasser einer Chronik der Welfen bis 1167

## Siehe auch

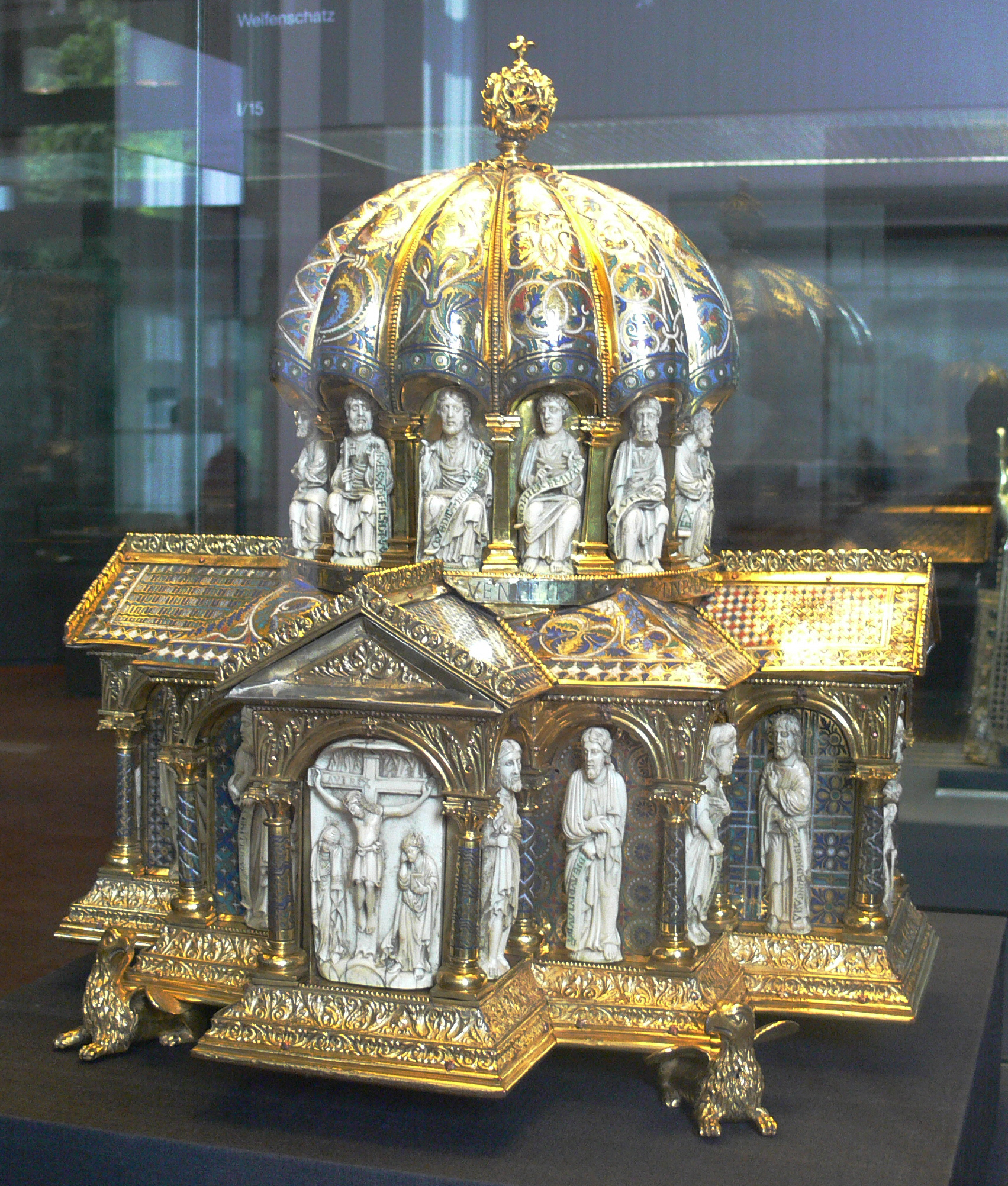
Kuppelreliquiar aus dem Welfenschatz, Ende 12. Jh.